# Erdélyi bányavasút
Az erdélyi bányavasút keskeny nyomtávú helyi érdekű vasút, amely az első bányavasút volt Erdélyben. A vasútvonalat vasérc szállításához használták gyalári ércbányákból a govasdiai nagyolvasztóhoz és a vajdahunyadi vasgyárhoz. A vasút további nevei: vajdahunyadi kisvasút és Vajdahunyad–Gyalár helyi érdekű vasút. A vasút 10 km hosszú volt Vajdahunyad és Govasdia között és 6 km Govasdia és Retyisóra (Gyalár) között. A vonalon vegyes vonatok közlekedtek, amelyek a govasdiai és vajdahunyadi vasgyárakhoz anyagokat szállítottak, illetve Vajdahunyadról és vissza személyeket szállítottak. Vasércen kívül még zsírkövet, dolomitot és mészkövet is szállítottak a vajdahunyadi kombináthoz.

## A vasút története

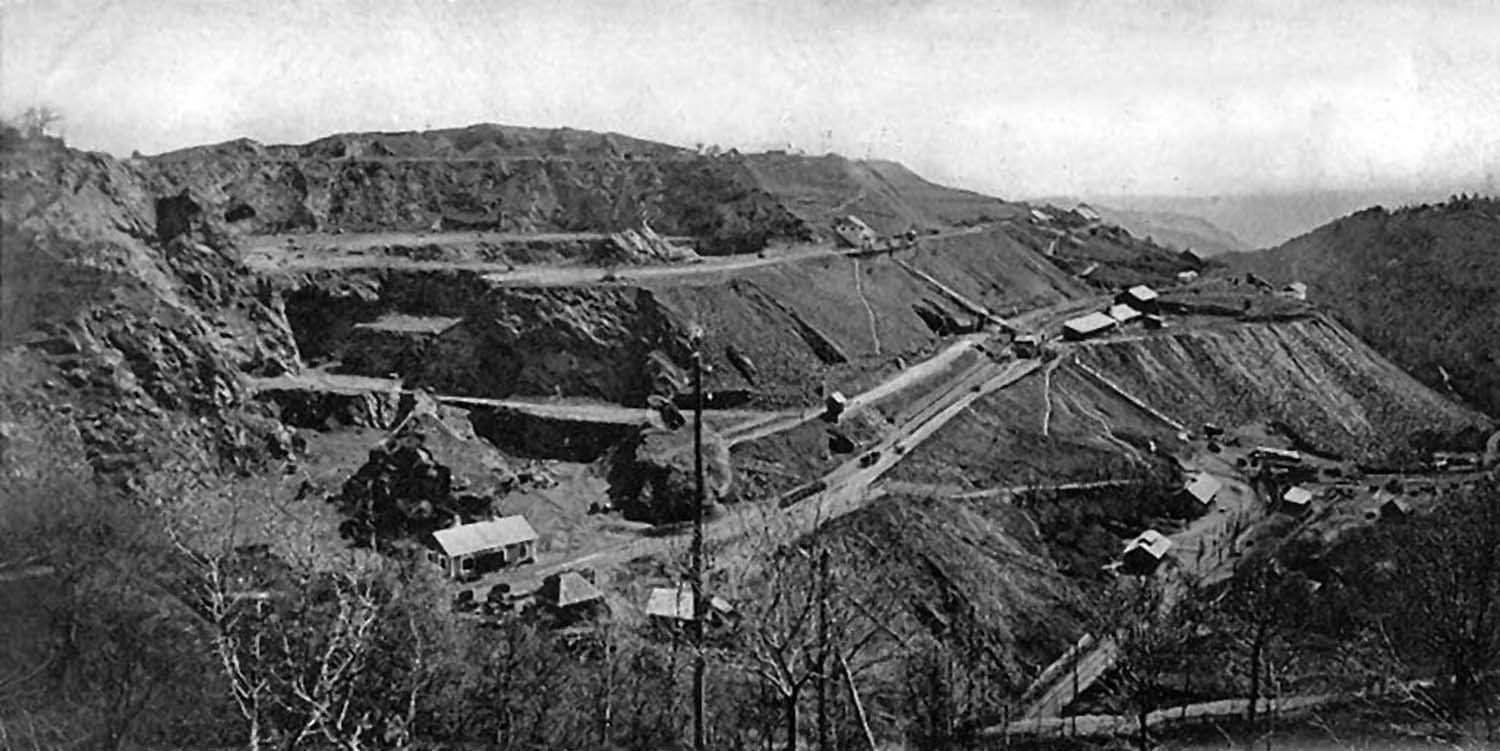
A gyalári főbánya látképe 1900 körül

Gyaláron a szállítás korábban vagy lovakkal történt oly módon, hogy a vaskövet a ló két oldalára akasztott kosarakba rakták, vagy rendes fuvarosok végezték a vaskő szállítását az egyes vasgyárakhoz, különösen a govasdiai nagyolvasztó gurítójához illetőleg rakodójához. A vaskő keresletének növekedésével a fuvarozás költségei az 1859-es év folyamán 186 fillérről 536 fillérre emelkedtek tonnánként, így a vezetőség a szállítási rendszer megváltoztatására kényszerült.
Ekkor kezdődött a Retyisóra völgyébe vezető 600 méter hosszú alagút fúrása, amely 1866-ban készült el 111 708 korona 50 fillér költséggel. Ezzel egyszerre épült egy 790 méter hosszú, 633 mm nyomtávolságú vasútvonal (lóvonatú), a végén 100 méter hosszú gurítóval, amelynek segítségével lehetővé vált az alagúton elszállított vaskövet az alagút szintjénél 90—100 méterrel mélyebben fekvő Retyisóra völgyébe leszállítani, illetőleg legurítani. Innen fuvarosok vitték a közel 4 kilométerre fekvő govasdiai nagyolvasztóhoz. Ezáltal a szállítás költségei a tonnánkénti 300 fillérről 100 fillérre csökkentek; csakhogy a nagyolvasztó üzem fokozott vaskőfogyasztása következtében a fuvarosok is folyton fokozódó igényekkel állottak elő, és siettették a vasút kiépítését a nagyolvasztóig.

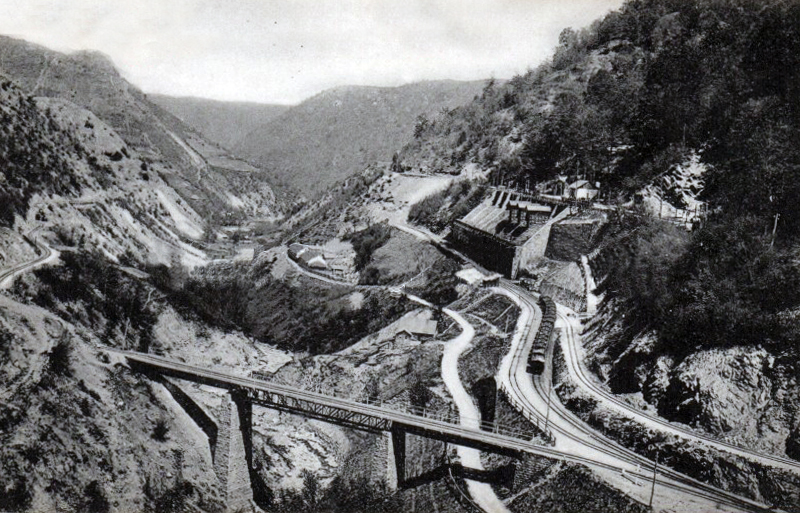
A retyisórai végállomás, viadukt és ércrakodók 1900 körül

A gyalári főbánya szállítószintje és a govasdiai nagyolvasztó torokszintje között 260 méter a szintkülönbség; ennek kiegyenlítésére épült a három tagra osztott, 5120 méter hosszú, 633 mm nyomtávú lóvasút, mely kereken 20 000 koronába került, és a retyisórai és a nádrábi gurítóval volt megszakítva. Ez utóbbi mellé állítottak két vízzel hajtott pofás vaskőzúzó gépet is. A vasút utolsó szakaszát 1871 júliusában adták át a forgalomnak. A vasutak és gurítók üzembe helyezésével a szállítási költség tonnánként 70 fillére csökkent. 1888-ban a vasútba illesztett gurítók helyére a retyisórai 260 méteres és a nádrábi 140 méteres sikló épült.
A vajdahunyadi vasgyárnak 1882-ben elkezdett építése után a Gyaláron termelt vaskő nagy tömegét nem lehetett
a meglevő szállítóberendezések segélyével Vajdahunyadra beszállítani, e célra külön berendezés építése vált szükségessé. A nehéz terepviszonyok és pénzügyi okok a kötélpálya építése mellett döntöttek.
A kötélpálya építése 1884-ben fejeződött be, amely ez időtől kezdve a vajdahunyadi három nagyolvasztónak összes vaskő szükségletét leszállította. A vajdahunyadi IV-es számú nagyolvasztó felépítése után elégtelennek bizonyult az
üzemben levő kötélpálya, mely hiányán úgy segítettek, hogy egy második kötélpályát építettek ki Gyalár és Vajdahunyad között.
Tekintve azonban azon nehézségeket és nagy költségeket, amelyeket a faszénnek és vaskőnek két irányban, vagyis a vajdahunyadi
és govasdiai nagyolvasztókhoz történő elszállítása okozott, 1807-ben a szállítási rendszernek gyökeres megváltoztatása határoztak.

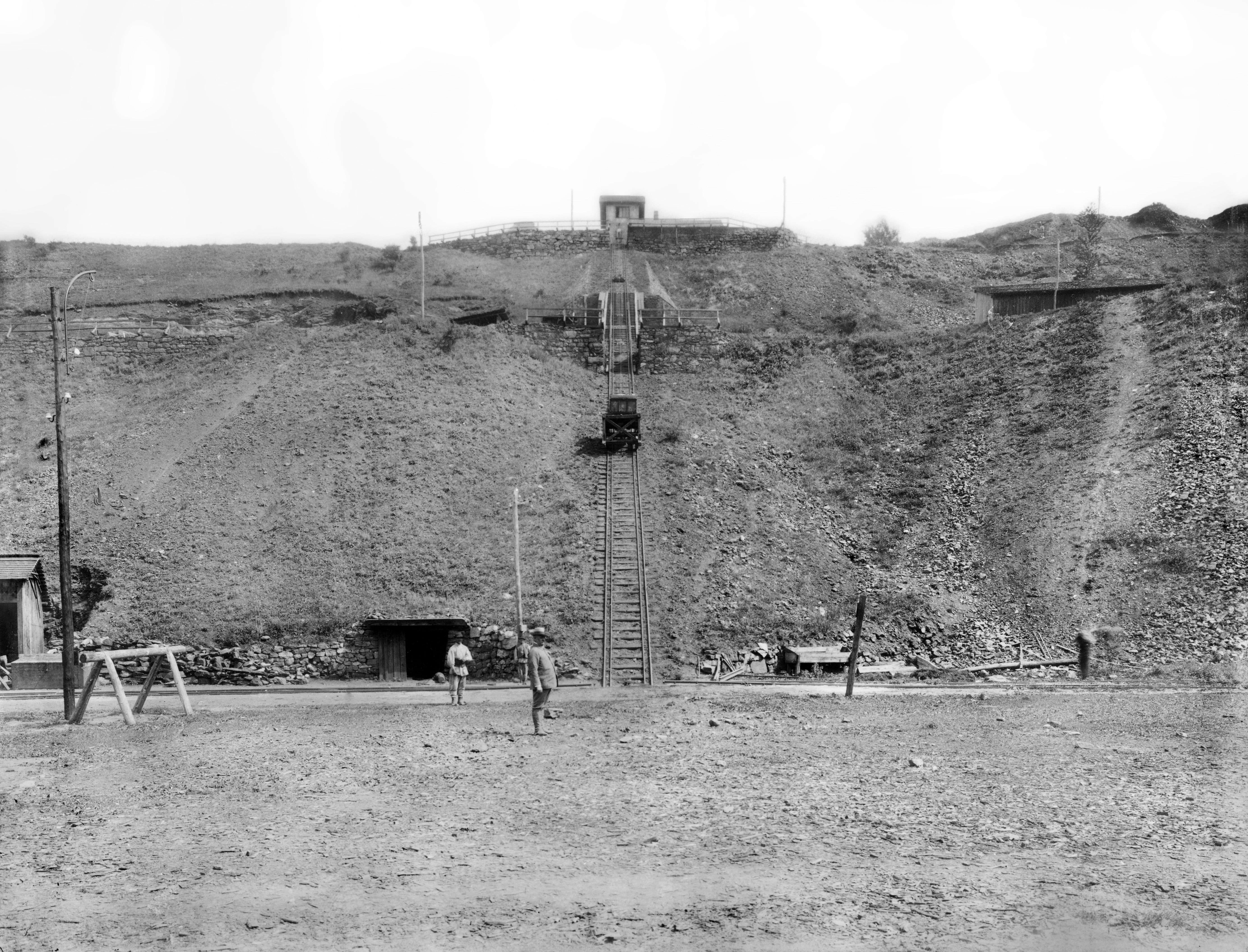
A Gyalári főbánya, Lukács László szintjére szerelt sikló mellette balra a Kerpely nevű altáró

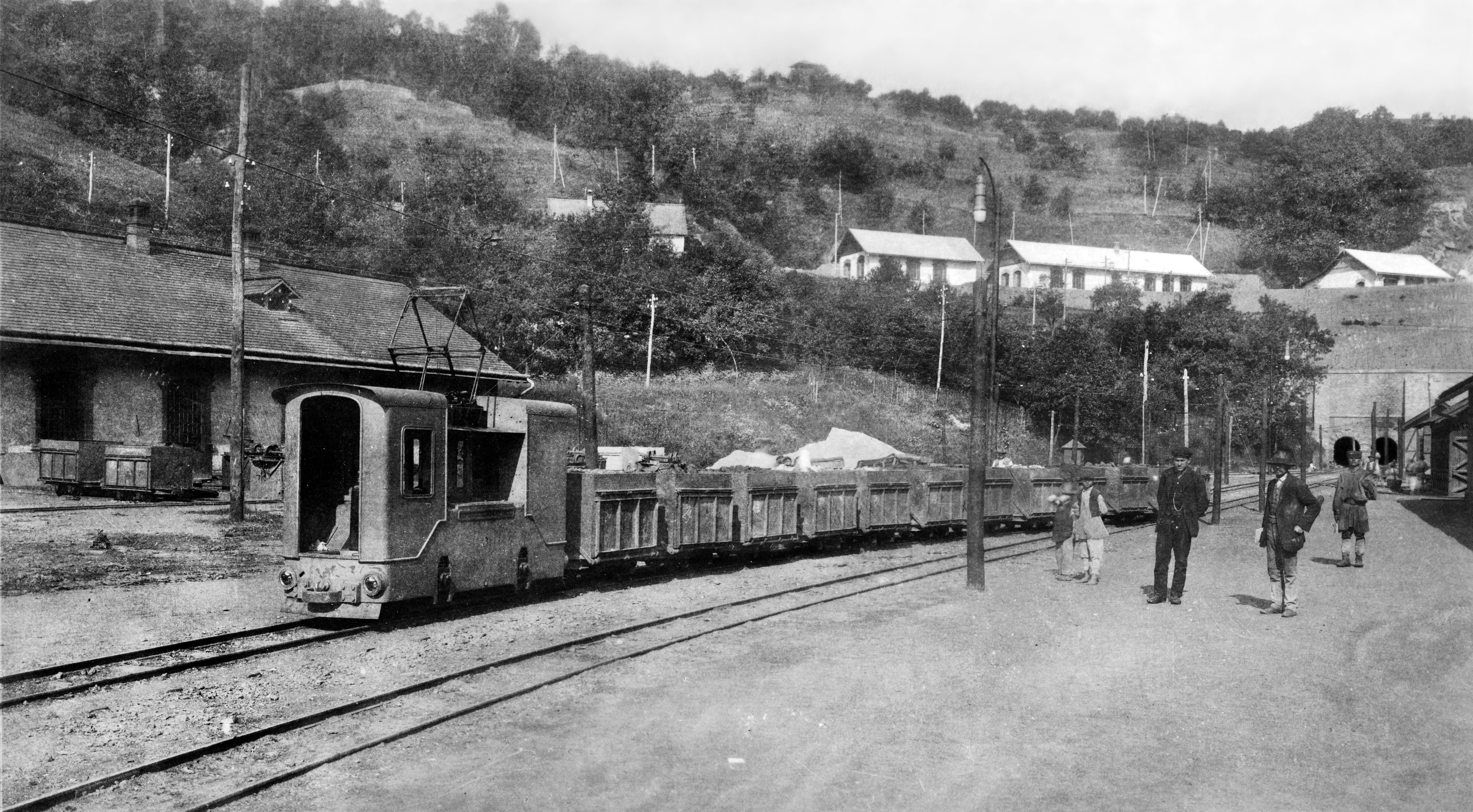
A gyalári főbánya Lukács László szintje, elektromos mozdony és a Retyisóra völgybe vezető alagutak

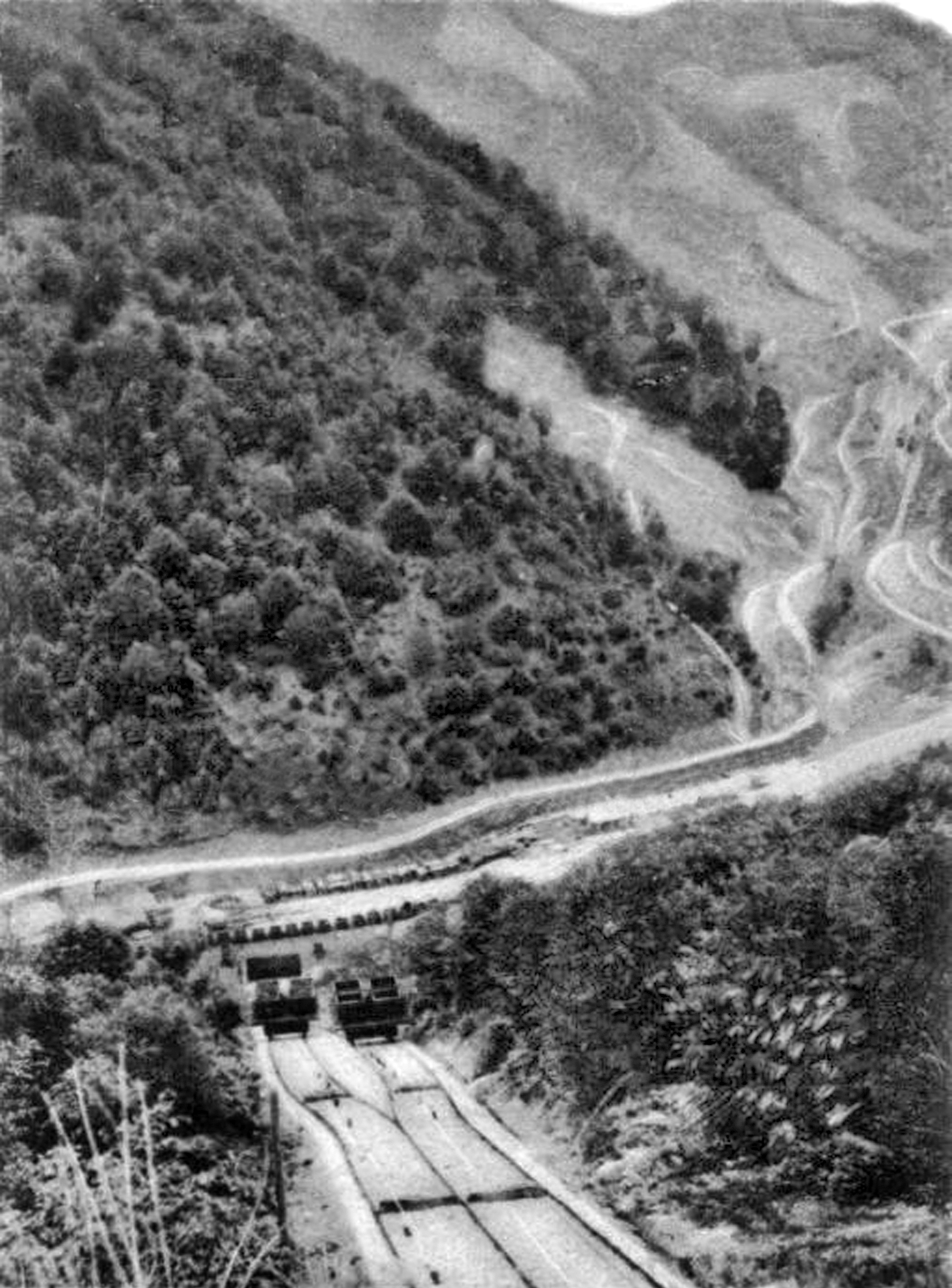
Nézet a Retyisóra völgyében a sikló felső végéről

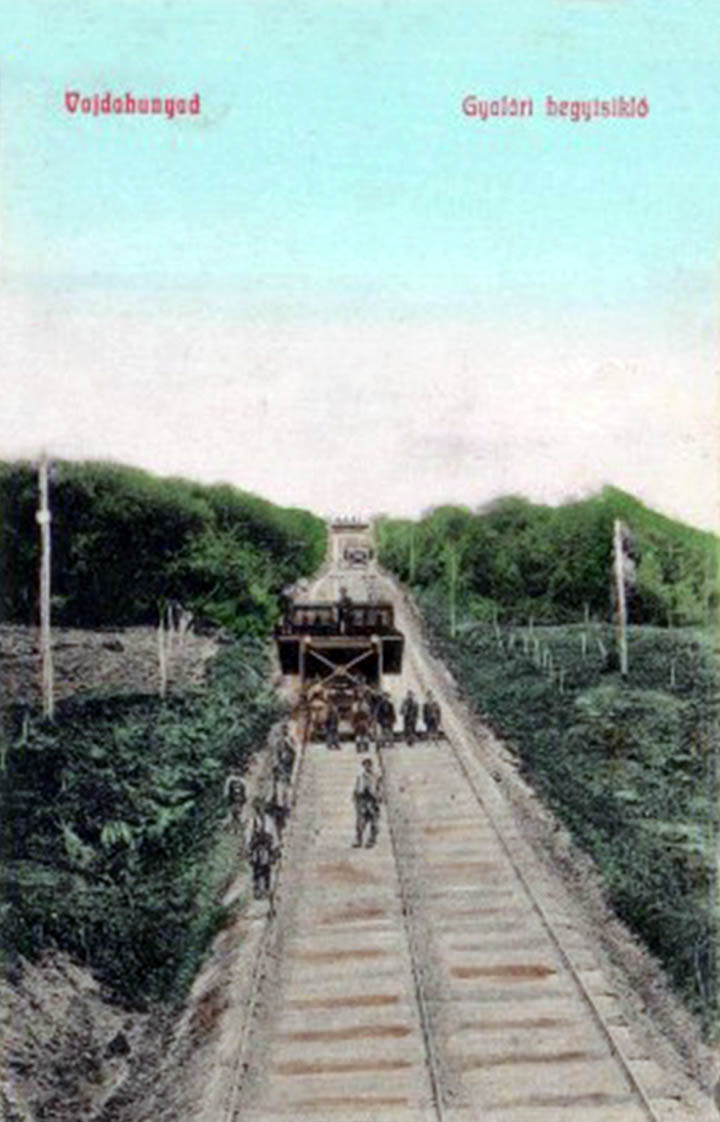
Nézet a retyisórai siklóra 1907-ben

Így épült ki az „Erdélyi bányavasút”, ahol a retyisórai végső állomására kerül a Gyaláron termelt vaskő, honnan Govasdiára és Vajdahunyadra szállíttatott. Az erdélyi bányavasút kiépítése, a gyalári főbánya szállításának lényeges módosítását vonta maga után. Így elsősorban szükségessé vált az összes termelt vaskövet a Kerpely-táró szintre leszállítani, ami a meglevő siklók és gurítók segélyével nem ütközött nehézségekbe.
Elősegítette a probléma megoldását az is, hogy a Kerpely táró szintje, a vele egy magasságban levő Lukács László-táró szintjével már össze volt kötve vasúttal, továbbá, hogy a Lukács László tárón át, ennek meghosszabbítása képen, aránylag kisebb költséggel, alagút volt berendezhető. A Lukács László-alagút hajtása mindkét irányból 1898-ban kezdetett meg, 1899-ben az egész 504,9 méter átfúratott és a Lukács László táróval együttesen 754 méter hosszúságot ért el. Az alagút két bejárata kiboltoztatott, többi része szilárd palakőzetben haladván, biztosítás szüksége nem merült fel. Az alagút az 1863. évben áttört retyisórai alagútnál 20 méterrel fekszik mélyebben és hajtása által a felső alagút vizei mind az alsó alagútba húzódtak le.
A Lukács László-alagúton át, továbbá az alagúttól a retyisórai siklóig villamos vasút rendeztetett be, az alagút másik oldalától a Kerpely-tárószintig vivő, eddig lóvonatú vasút, szintén villamos szállításra alakíttatott át.
E szerint a Kerpely-táróra került vaskő, a Lukács László-alagúton át, az összesen 1,2 km. hosszú, 633 mm. nyomtávolságú, 4‰ esésű, villanyos mozdonyvasúton jut a retyisórai siklóhoz, mely a nagyobb szállításnak megfelelőleg szintén átalakíttatott és négy érckocsi befogadására és leeresztésére szolgáló szállítópaddal, három vágányszállal és kitérővel rendeztetett be, olyformán, hogy a teli csillék ugyanolyan számú üres csillét húznak fel. A siklón lebocsátott vaskő a sikló aljától kezdődő, 850 méter hosszú, szintén villamos (kisegítőleg gőzmozdonyú) vaspályán, a retyisórai végállomáson berendezett, villamosan hajtott, 3 darab pofás érctörővel felszerelt, nyolc osztályú rakodóba kerül, amelyből fajtánként osztályozva, közvetlenül az Erdélyi bányavasút kocsijaiba bocsátatik le. A vasút előmunkálatai 1888-ban kezdődtek a nyomvonal és alagutak építésével és előmunkálatai 1897 és 1898-ban annyira előre haladtak, hogy a vasút kiépítésére nézve 1899 elején megtétettek a döntő lépések, miután a gyalári bányaszállító vasúttal, illetőleg a retyisórai siklóval való összeköttetés, valamint a retyisórai siklónak a nagyobb szállítás követelte átalakítására megállapodás jött létre Miután továbbá az Erdélyi bányavasút által elfoglalandó területeknek törvény szabta kisajátítása is megkezdődött, a nyomvonalnak helyszíni megvizsgálása 1899. január 9. és 13. között sikeresen megejtetett, a kereskedelemügyi minisztériumnál a bányavasútnak közigazgatási bejárása kéretett, minek folytán a közigazgatási bejárás Február 14-én és következő napjain Vajdahunyad városházán megtartatott, az építési engedelem a vállalat veszélyére szóbelileg megadatott, a vasút építése a tavasz beálltával, Március 4-én, az ünnepélyes első kapavágással megkezdődött. A bányavasút kiépítésére és üzemére vonatkozó szerződés a Gfrerer, Schoch és Grossmann vasútépítési vállalattal megköttetett és a Magyar Királysági pénzügyminisztérium 1899. március 15-én kelt, 24089 számú rendeletével jóváhagyatott.
A bányavasút Vajdahunyadtól kiindulva, a zalasdi völgyön áthalad, ebből a cacenási alagúton át a govasdiai völgybe jut, innen pedig a Gyalárhoz tartozó Retyisóra völgyébe, a retyisórai sikló közelébe vezet; hossza 16 km, gőzmozdonyüzemre építtetett ki, 760 mm. nyomtávolsággal, a pálya legnagyobb emelkedése a nyílt pályán 27‰ az állomásokon 25‰, a legkisebb görbülési sugár a nyílt pályán 50 méter az állomásokon 40 méter, az acélsínek folyóméterenkénti súlya 13,75 kg, melyek függő sínkötés alkalmazásával oly sűrűn rakott talpfákon helyeztettek el, hogy igénybevételük 2,5 tonna keréknyomás alatt, cm²-enként 1 tonnát meg ne haladjon.
A vágányok egymástól lévő távolsága állomásokon, középtől középig mérve, a forgalmi járóműveknek 2,2 méternyi legnagyobb szélessége mellett 3 m. A tölgyfa talpfák hossza 1,50 m, magassága 12 cm, felső szélessége 14 cm., alsó szélessége 20 cm. A bányavasút Vajdahunyad, Govasdia, Nádráb és Retyisóra állomásokkal bír. A vajdaliunyndi állomás a IV-es számú nagyolvasztó torokszintjére vezető, úgynevezett felső gyárudvari vágány fölött 5,35 m, a IV-es számú nagyolvasztó torokszintje fölött pedig 6,65 m. magasságban építtetett fel: az állomási vágányok összeköttetésbe hozattak a felső éreztéri rakodókkal, hová a vaskővel megrakott vasúti kocsik a mozdony által betolatnak és a rakodókba kiüríttetnek. Ugyancsak az e czélra szolgáló rakodóba üríttetik ki a hozagmészkő is. Az állomási vágányok vashíd által összeköttetést nyertek az előbb említett szénpajtával is, hová a bányavasúton érkező faszenes kocsik betolatnak és kiüríttetnek. A szabványos vasúton elszállítandó vaskő számára az állomáson lerakó épült, hová a bányavasúton érkező vaskő lebocsátatik és a rendes vágányu vasuti kocsiba leguríttatik. Az egészen hegyi jellegű, nagy emelkedésű, három alagúttal (a leghosszabb 747 méter hosszú), számos műtárgyakkal, szép és ízléses vashidakkal ellátott bányavasút a vajdahunyadi, govasdiai vasgyárakat igen előnyösen megváltoztatta, berendezéseiket igen célszerűen módosította, külső kinézésüket kedvezően átalakította, értéküket jelentékenyen emelte, úgy, hogy kiépítése valóságos nyereség lett úgy a vaskőbányászat, mint a két vasgyárra nézve.

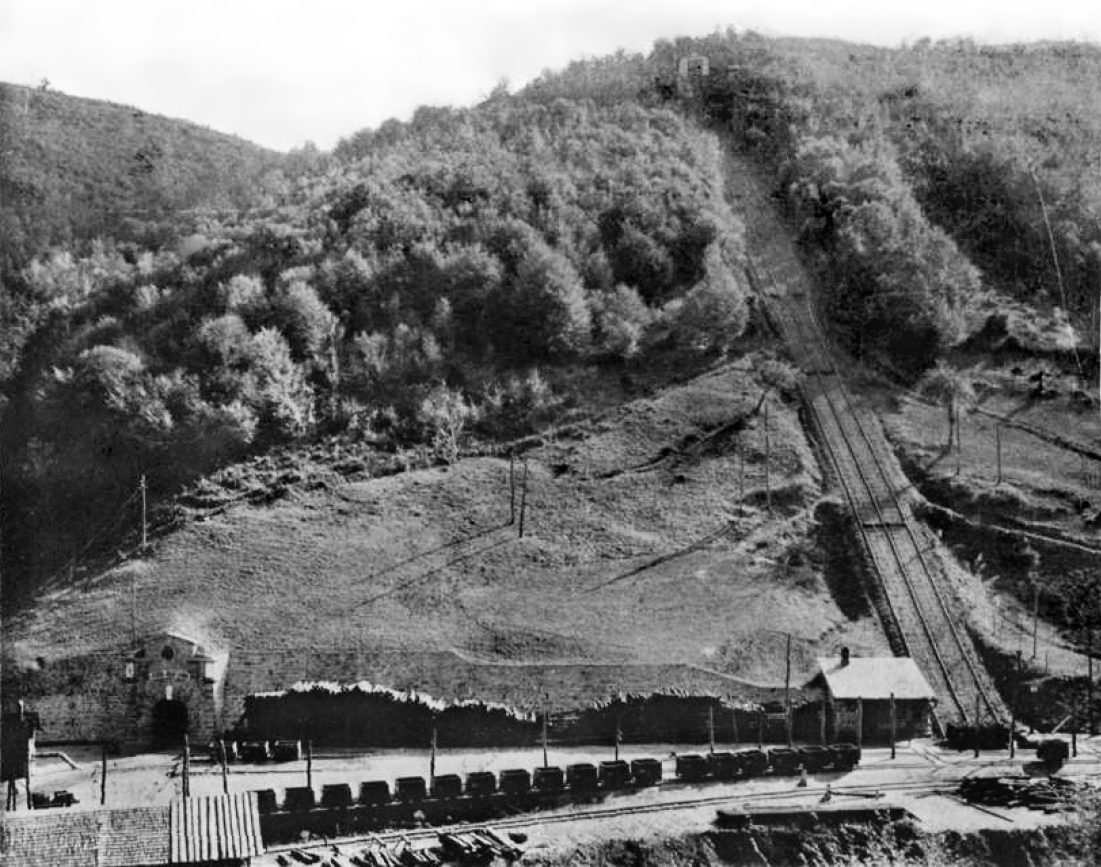
A Ferenc József altáró, amely a gyalári földalatti bányába vezet, ezen hozták ki a vaskövet, melyet a bányába termeltek, jobbra van a sikló, amelyen eresztették le a völgybe a vasérccel töltött kocsikat. Ugyanakkor húzták fel az üres kocsikat, amelyeket a Mihály bányában töltötték fel

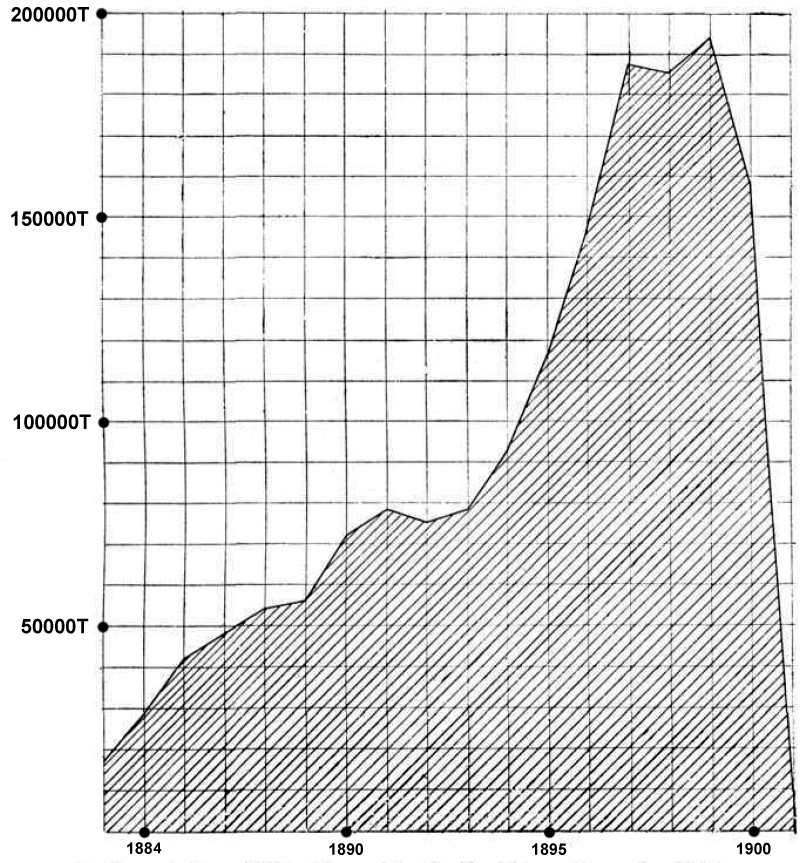
A Gyalár-Vajdahunyad között felszerelt kötélpályákon hordott vasérc mennyiség diagramja

A vaspálya különben egészen a vállalat által saját költségén építtetett fel, 1906 elejéig terjedő tényleges építési és üzletberendezési költségei 3655000 Koronát tettek ki, helyi érdekű vasúttá való átalakítása, a mi végett lépések tétettek, még ezenkívül mintegy 300000 K költségbe kerül, megnyitásától számított 30 év leteltével díjtalanul, összes berendezéseivel és felszerelésével együttesen, üzemképes állapotban, az államkincstár birtokába és tulajdonába megy át.
A bányavasút Vajdahunyadra évente legalább 180000T, (Govasdiára 20000T vaskövet köteles beszállítani 140, illetőleg 60 fillér áron tonnánként, továbbá beszállítja a Govasdián gyártott kohóterményeket (körülbelül 9000T évente) Vajdahunyadra (vagy viszont anyagokat) 1,2 fillér egységár mellett, míg a forgalom nagyobbodása esetén a díjtételek arányosan leszállíttatnak. A közigazgatási bejárás alkalmával felvett jegyzőkönyv a kereskedelemügyi Magyar Királysági minisztérium által 1899. április 27-én, 14230 szám alatt jóváhagyatván és ugyanakkor az építési engedelem véglegesen is megadatván, a bányavasút a szerződésileg kikötött 19 hónap alatt kiépült, műtanrendőri bejárása 1900. szeptember 29-én megtartatott és a forgalomnak átadatott.
Majd November második felében a szerződésszerű próbaszállítás is megtartatott, mely alkalommal a vasút a szerződésben kikötött szállítások lebonyolítására alkalmasnak találtatott, illetőleg a szállítóképesség beigazoltatott.
A most elősorolt berendezések 1900 őszén üzembe helyeztettek és a forgalomnak átadattak.
Az Erdélyi bányavasúton, a vasút megnyitásától kezdve, a govasdiai és vajdahunyadi nagyolvasztókhoz az alábbi vaskőmennyiség szállíttatott:
- 1900..........20380,8T
- 1901.........188920,2T
- 1902.........206507,2T
- 1903.........204323,3T
- 1904.........184302,9T
- 1905.........169076,4T

Ez a vasút megállás nélkül működött a két világháborún keresztül, helyi érdekű vasútként, vegyes szállítással. Az 1950-es években az eredeti mozdonyokat kicserélték 11 darab, 150 lóerős resicai gőzmozdonnyal. A govasdiai fűtőház le volt bontva és egy új fűtőház lett építve egy domboldalon a vajdahunyadi vár szomszédságában. A vajdahunyadi felső pályaudvar eredeti épületét elbontották és helyére új épületet tettek, csak akkor a síneket is másképp helyezték el úgy hogy az állomás épületét körül veszi egy delta, amelyen a mozdony meg tud fordulni. A retyisórai végállomás az 1970-es évek elején el lett hagyatva, vele együtt 3 km-es szakasz az eredeti vonalból is, miután más alagutat építettek az 1960-as években a gyalári földalatti bánya és az alsóteleki vasérc feldolgozó üzem között. 1967-ben nyílt meg a zsírkő, dolomit és mészkő bánya Nádráb melletti „Crăciuneasa” nevű román tanyán. Csak akkor nyílt meg a „Crăciuneasa”-i végállomás is. 1976-ban alapos javítást végeztek az összes vonalon amikor kicserélték a 14Kg/m-es síneket, Resicán gyártott 40kg/m típusú sínekre. Az egész vonal Vajdahunyad-Govasdia és „Crăciuneasa” között 13 km hosszú volt. Az 1980-as évek elején a resicai gőzmozdonyok félre voltak húzva és helyettesítve voltak egy 350 lóerős, L35H diesel-hidraulikus mozdonnyal, amelyet a bukaresti Faur gyárból hozták, ugyanakkor még hoztak öt L45H típusú, 450 lóerős, ugyan csak diesel-hidraulikus mozdonyokat is, csak a bukaresti Faur gyárból. Egy gőzmozdony át lett alakítva mozgó kazánnak amely a személy kocsik fűtésére szolgált télen. 1990-ben fűtőháznál munkahely volt biztosítva 120 személynek, amely közt dolgoztak mozdony vezetők, mechanikusok, manevránsok, és a vonaljavító csapat is.

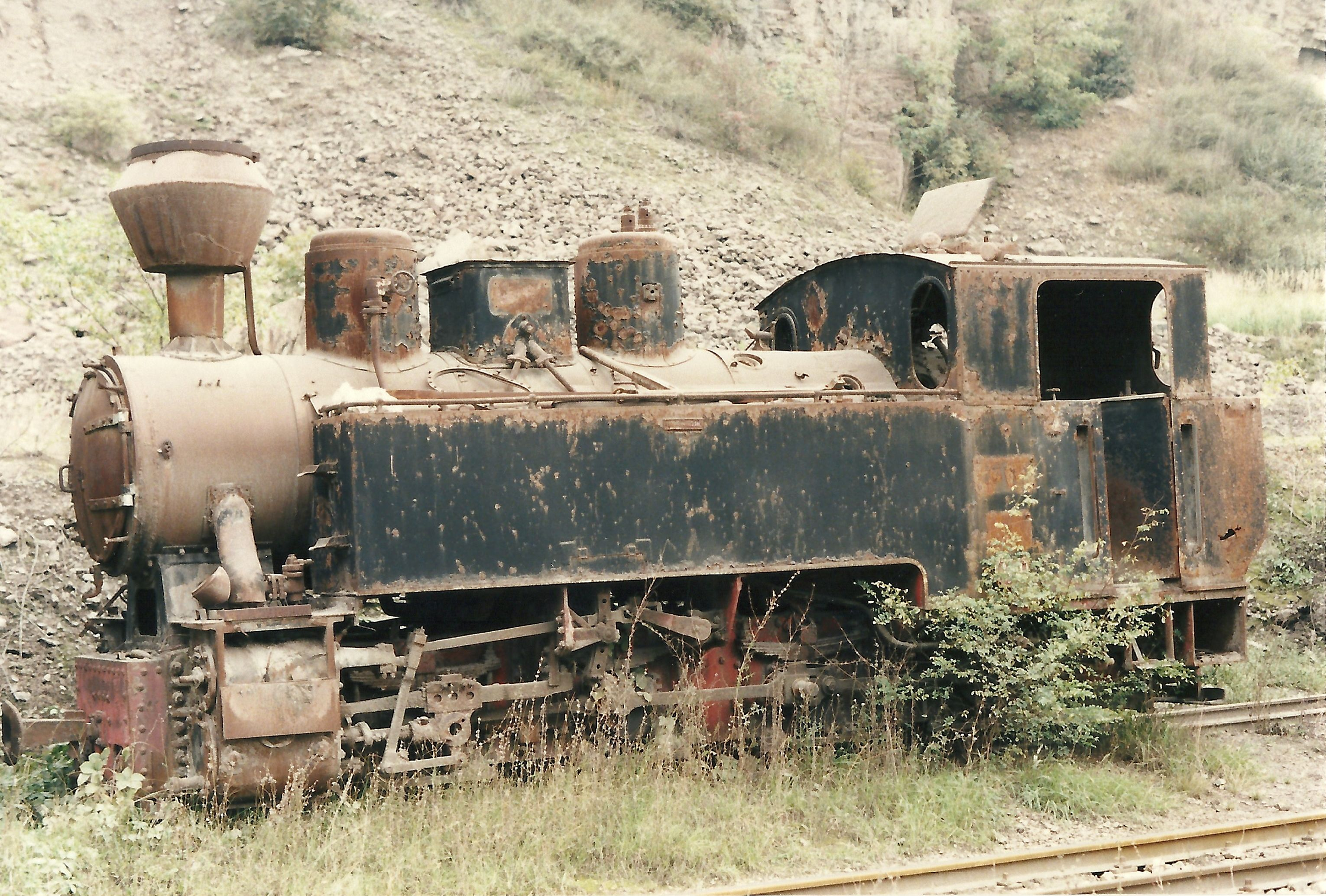
A 150 lóerős resicai gőzmozdony (Oliver Wileczelek, 1995. szeptember 26.)

Az eredeti Zalasd-völgyi viadukt ki volt cserélve az 1992 év folyamán nagyobb terhelés számára. A 13 km-es vonalon hordtak zsírkövet, dolomitot és mészkövet a „Crăciuneasa”-i bányától le a zalasdi mészkő, zsírkő és dolomit feldolgozó üzembe illetve a vajdahunyadi kombinátba egész 2000-ig. 2000-ben az ausztriai vállalat, amely építette ezt a vasutat, értesítést küldött a helybéli hatóságoknak mondván hogy a hidak 100 éves garanciája lejárt és szükség lenne átvizsgálni őket. Ezeket tudván a zalasdi mészüzem vezetősége elhatározta hogy felszedje a vonalat ócskavasnak 11 km-es hosszan, ugyanakkor a régi hidakat is elbontsa ócskavasnak, nem számítván a turisztikai és történelmi fontosságára. Ugyanakkor vágták ócskavasba a régi resicai mozdonyokat és a fölösleges kocsikat is. Egyes dieselmozdonyokat és személy kocsikat eladták külföldre, meghagyván csak két L45H típusú diesel-hidraulikus mozdonyt és tíz 22 tonna térfogatú kocsit. 2001 után csak 2,3 km szakasz maradt még az erdélyi bányavasútból, Vajdahunyad és Zalasd között. A szakaszt használták mészkő szállításnak, amelyet az elhagyatott vajdahunyadi felső pályaudvaron töltöttek fel a kocsikba és szállítottak a zalasdi mészgyárba. 2008 októberében az utolsó mészköves vonat ment Zalasdig. 2009 nyarán a zalasdi mészgyár vezetősége elhatározta hogy szedje fel ócskavasnak az utolsó 2,3km-es szakaszt is. Ugyanakkor elbontott két eredeti kanyarhidat is, a járművek meg voltak vásárolva és Brádra lettek szállítva felújításnak és tovább eladásnak. Az egyik kanyarhíd részei fel lettek szerelve a Moldovicai erdei vasúton.

## Alagutak

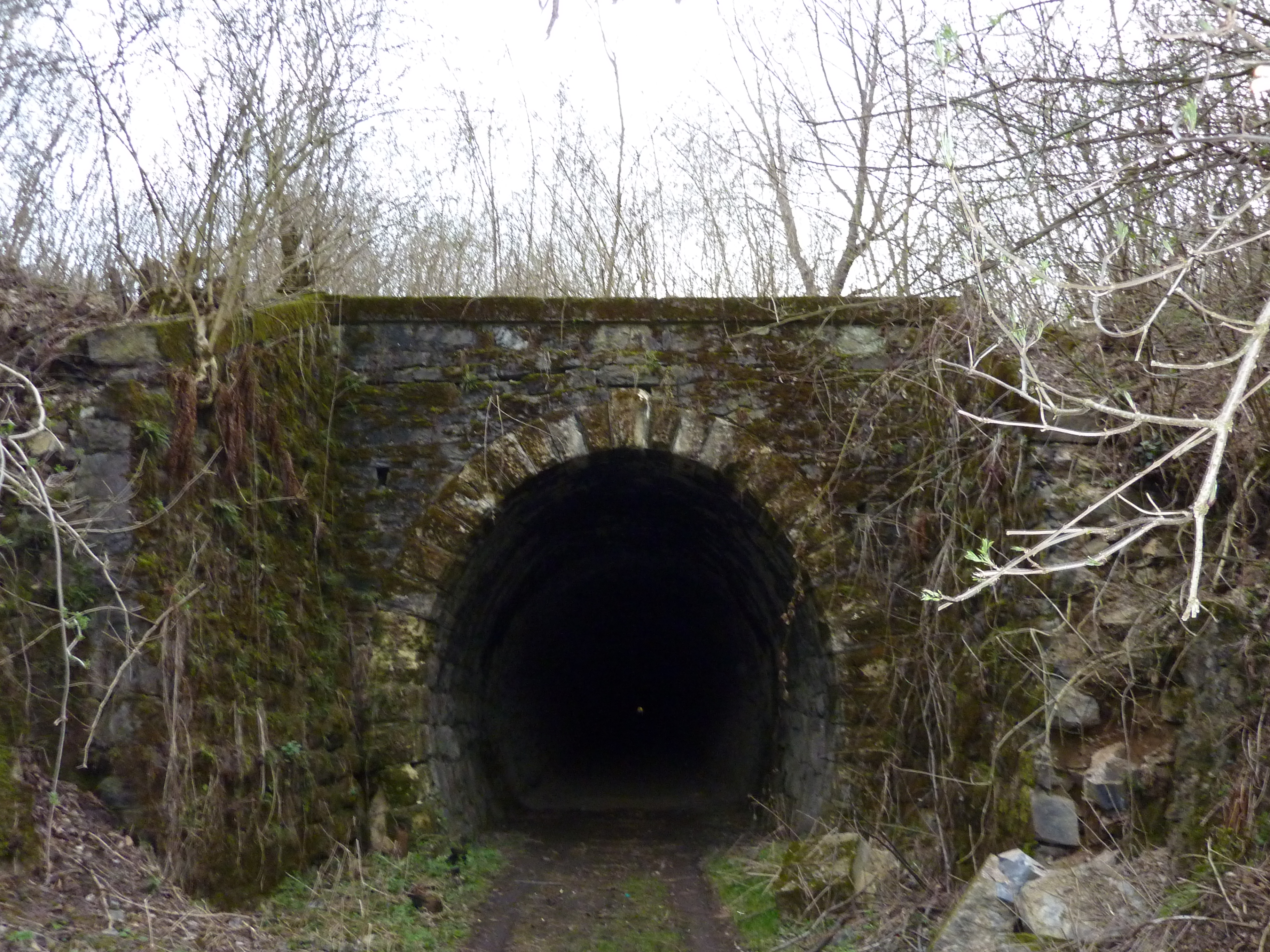
A 747 méteres alagút zalasdi (északi) bejárata

Az erdélyi bányavasút három alagúttal rendelkezik:
- Az első alagút kezdődik Vajdahunyadtól 5 km-re és 747 méter hosszú. Az alagutat két olasz mérnök testvér tervezte. Az alagút ásatását két munkás csapat kezdte meg 1888-ban a hegy két oldaláról, áttörvén és találkozván a közepén 1894-ben. Az alagút végmunkálatok még 6 évet tartottak a vonal megnyitásáig. Az alagút áthaladván szilárd dolomitos mészkőzetben, összekötvén Zalasd völgyét a Govasdia völgyével, a legnagyobb emelkedés Zalasd felől 27‰. Az alagút bejáratai és a belsejének egy része kővel volt megerősítve, vannak még részletek ahol az alagút falai betonból vannak kiöntve és a boltozata piros téglával van kirakva. Egyes helyeken látszik a szikla, megerősítésre nem volt szükség. Egyes helyeken beszivárog a talaj víz is. Minden 50 méterben menedékek voltak ásva az alagút falába azoknak, akik az alagútban voltak a vonat közeledésekor. Egy helybéli cég felszedte a síneket 2001 után ócskavasnak. Ma az alagút kitűnő állapotban van és átjárható kerékpárral, gyalog és motoros járművekkel segítvén az út rövidítésére Govasdia felé.

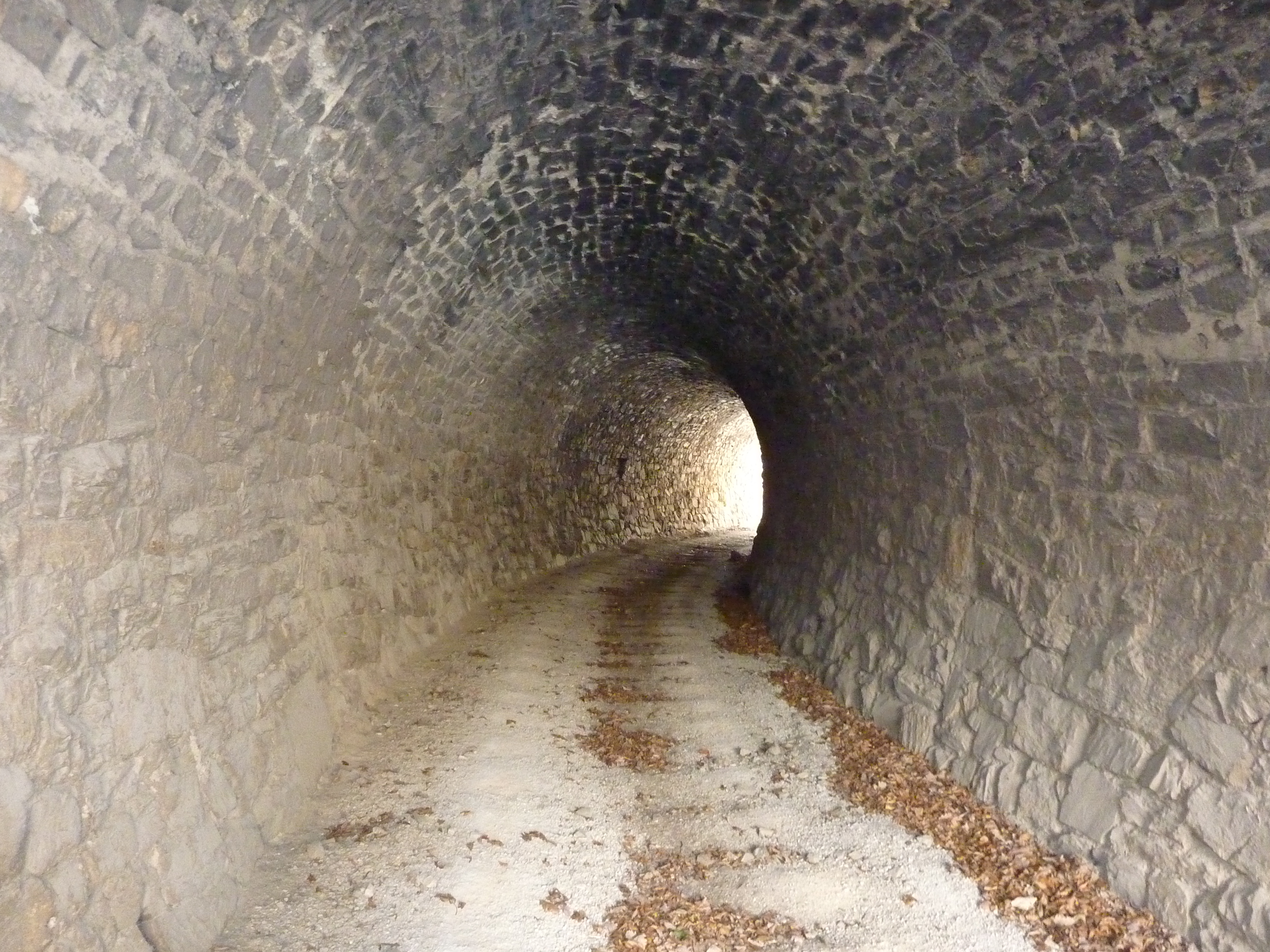
A kaszabányai 42 méter hosszú íves alagút

- A második alagút 8 km-re található Vajdahunyadtól a Kaszabánya (Tulea) tanya körül. Ez egy 42 méter hosszú íves alagút, rövidítésnek szolgál a hegygerincen keresztül, az alagút ugyan csak kővel van kibélelve, a keleti bejáratának a zárókövén rá van vésve a dátum: 1900.12.4. Ugyan csak mint a 747 méteres alagútból itt is felszedték a síneket 2001 után, az alagút kitűnő állapotban rendelkezik és nyitva van gyalogosoknak, nem lehet megközelíteni motorozott járművekkel a sűrű növényzet miatt.

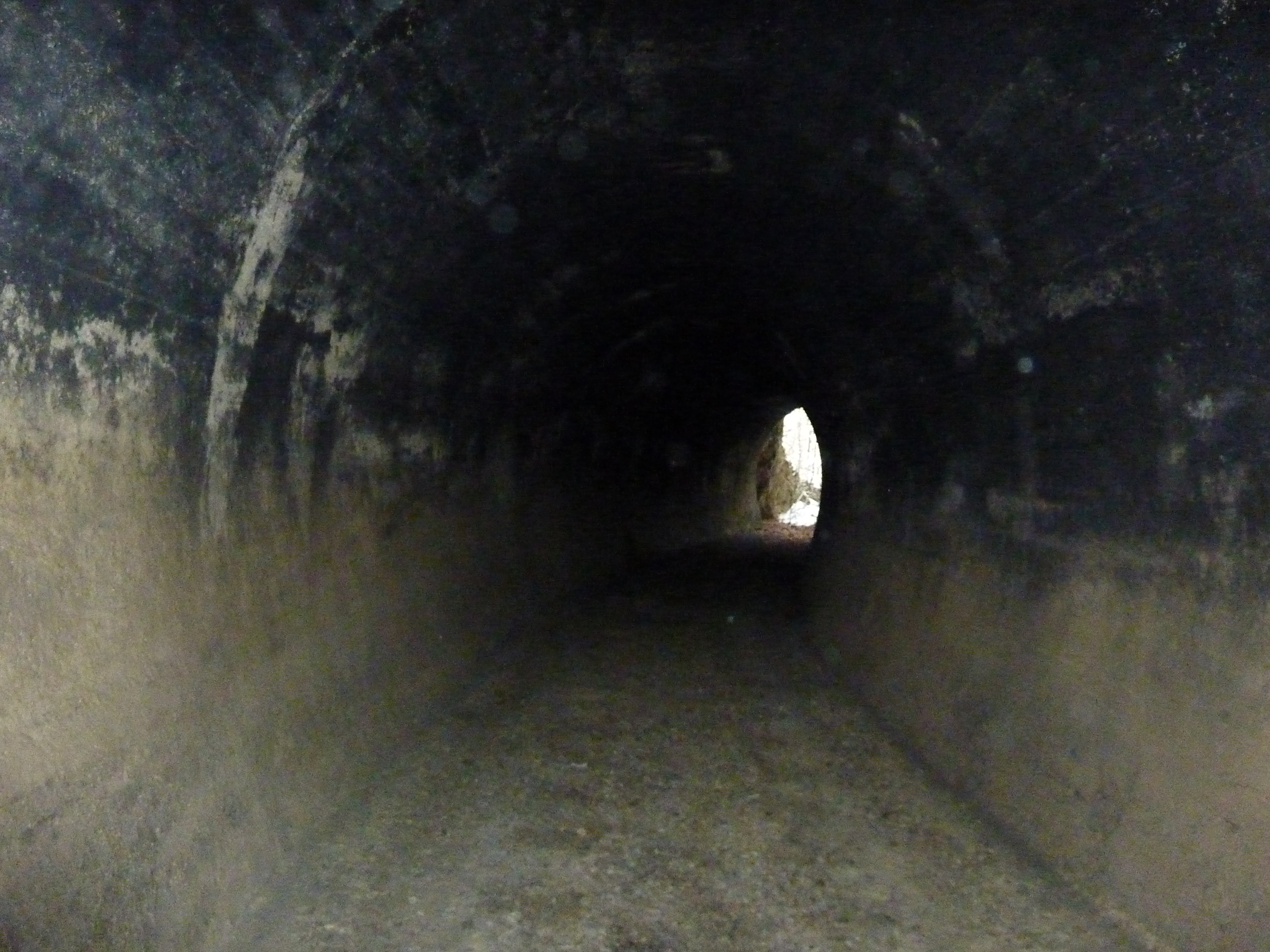
A Nádráb és Retyisóra közötti 44 méteres íves alagút

- A harmadik alagút csak egy íves, 44 méter hosszú alagút betonnal kibélelve. Ez az alagút ugyan csak egy hegygerincen keresztül volt átásva a 13+520 km-nél a Retyisóra és Nádráb (Nadráb) patakok összefolyásánál. Innen a vasutat felszedték még az 1990-es évek elején amiután a retyisórai végállomás meg volt szüntetve az 1970-es években. Az alagút nyugati bejárata és a nyomvonal egy része el van temetve a „Crăciuneasa”-i (Kröcsunyászá-nak olvasandó) tanyán található meddőhányó alatt. A meddőhányó a közeli dolomit és zsírkő bányából származott. Az alagút jó állapotban rendelkezik és látogatható csak gyalog.

## Hidak

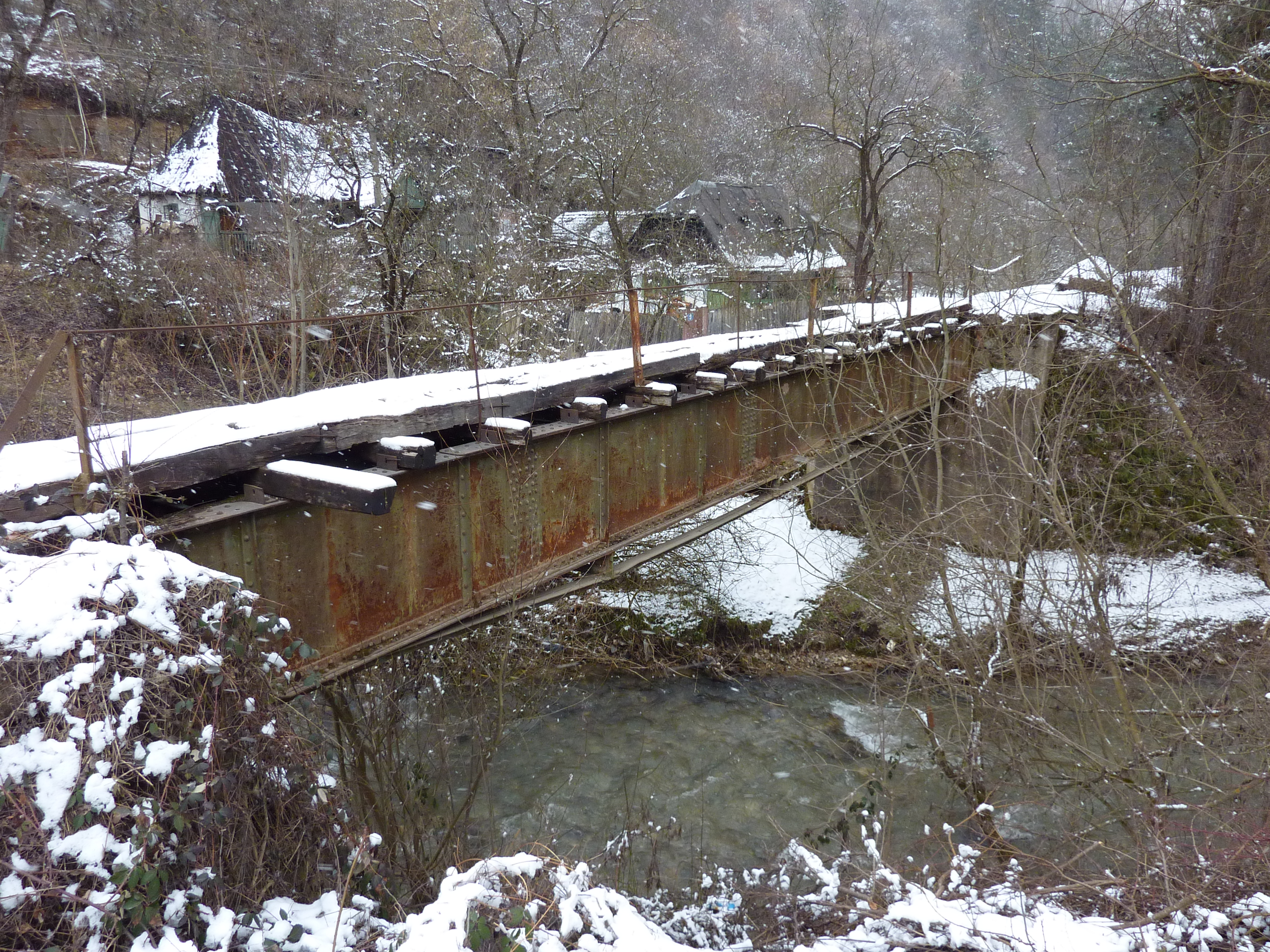
A Govasdia faluban található eredeti fémhíd, amelyet a lakosok mentettek meg az ócskavastól

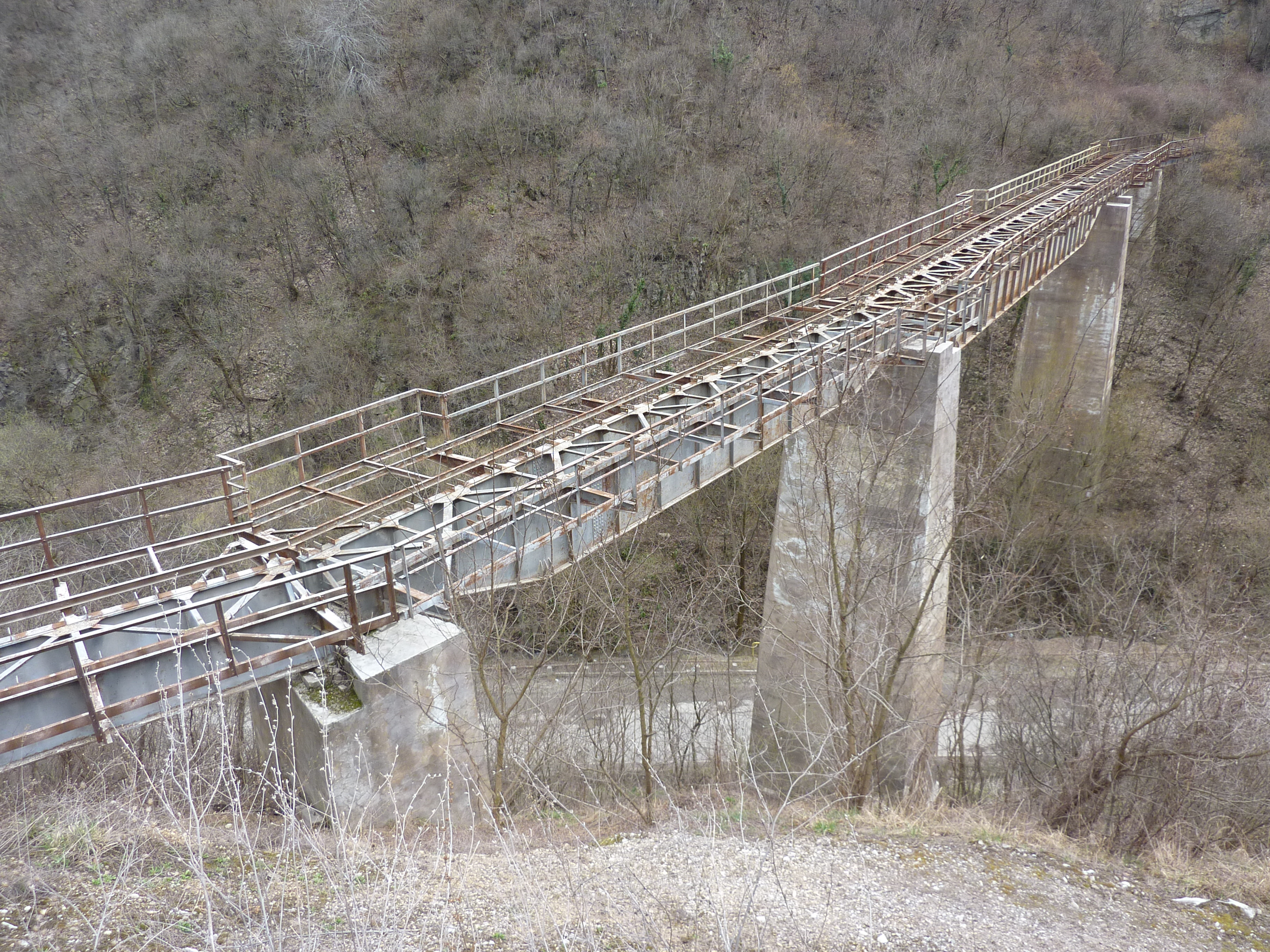
A Zalasd-völgyi 114 méteres viadukt fémszerkezete

Az erdélyi bányavasúton 16 fémhíd volt szerelve, amelyből 5 volt viadukt, a többi meg 3 és 12 méter közötti hosszúsággal különböző akadályokon keresztül (szakadékok, patakok, árkok). Az 1990-es évek elején levágatták a Retyisóra-völgyi viaduktokat, a többi hidakat levágatták ócskavasnak 2001 és 2003 között, hagyván csak a pilléreket és a felépítményeket. Egy eredeti fémhíd megmaradt Govasdia falú bejáratánál mert a falú lakósai harcoltak megmentéséért. Egész 2009-ig még üzembe volt három viadukt: az egyik kanyar-híd a Vajdahunyad vár mellett, a második kanyar híd a Zalasdi mészgyár mögött és a 114 méteres S alakú, Zalasd-völgyi viadukt, amelynek fémszerkezete le volt cserélve 1992 nyarán a nagyobb terhelés számára. 2009. június 19-én levágták ócskavasnak a zalasdi mészgyár mögötti kanyarhidat, 2010 februárjában leszerelték a kanyarhidat a vajdahunyadi vár szomszédságából is. Mára csak a Zalasd-völgyi viadukt és a Govasdia faluban található fémhíd maradt meg.

## Mozdonyok és járművek
A vasút megnyílásától kezdve közlekedtek MÁV 490-es típusú gőzmozdonyok, amelyek ki lettek cserélve az 1950-es években Resicai 150 lóerős gőzmozdonyokkal. Az 1980-as évek elején a resicai gőzmozdonyok le voltak cserélve Faur L45H fajta Diesel-hidraulikus mozdonyokkal, amelyek a bukaresti „Augusztus 23.” üzemben voltak gyártva.
| 9        | 0-8-0T  | Resica | 1330  | 1957 | Der |
| 12F      | 0-8-0T  | Resica | 1019  | 1952 | Der |
| 13       | 0-8-0T  | Resica | 1331  | 1957 | Der |
| 14       | 0-8-0T  | Resica | 1332  | 1957 | Der |
| 01       | 0-6-0D  | Faur   | 24601 | 1982 | OOU |
| L45H-069 | Bo-BoDH | Faur   | 23126 | 1976 |     |
| L45H-070 | Bo-BoDH | Faur   | 23125 | 1976 |     |
| L45H-071 | Bo-BoDH | Faur   | 23127 | 1976 |     |
| L45H-072 | Bo-BoDH | Faur   | 23128 | 1976 |     |
| L45H-084 | Bo-BoDH | Faur   | 24973 | 1985 |     |

Az első érckocsik 7 tonnás kapacitással járultak és két tengellyel voltak ellátva, manuális fékezéssel. Utoljára az érc kocsik ki lettek cserélve K típusú, négy tengely két forgóvázban, 20 és 22 tonna kapacitással. Ezek a kocsik légnyomásos fékezőrendszerrel voltak ellátva. Az első személyszállító kocsik Magyarországról voltak hozva, amelyek utoljára le voltak cserélve a szatmári Unió üzemből hozott személy kocsikkal. 2001-ben levágatták ócskavasnak a használat kívüli gőzmozdonyokat, személykocsikat, érckocsikat és K típusú kocsik egy részét, más része el lett szállítva egészbe külföldre, meghagyván két L45H típusú diesel-hidraulikus mozdonyt és 10 K típusú teherkocsit a zalasdi mészgyár ellátása számára. 2009 őszén a maradandó járműveket elszállították a Kristyor falúban található keskeny vágányú járműjavító műhelyhez.

## A mai állapot

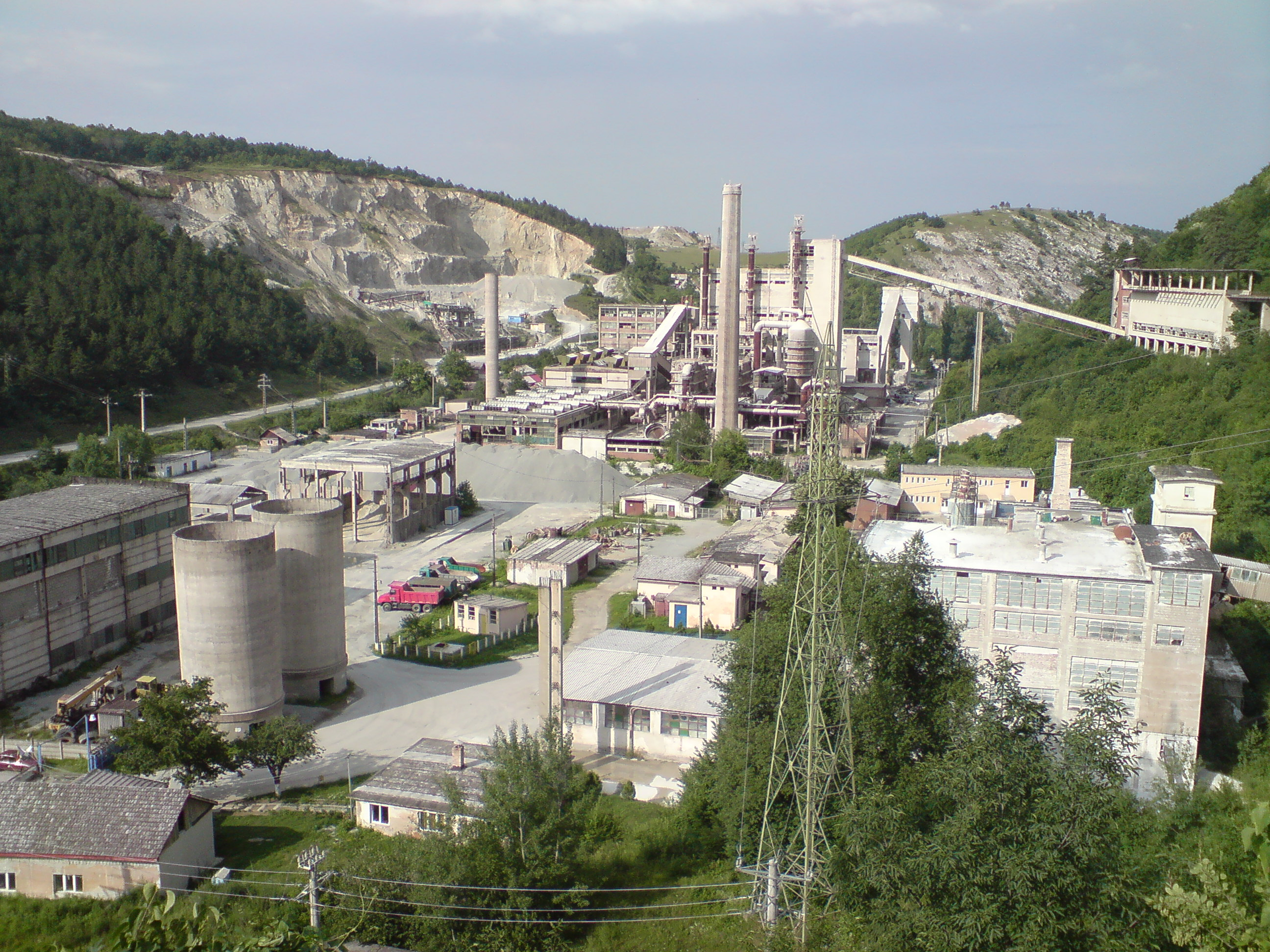
A zalasdi mészgyár

2009. július 6-án a zalasdi mészgyár vezetősége elkezdte a vasút felszedését ócskavasnak az utolsó 2,3 km-es Vajdahunyad-Zalasd szakaszon. Ugyanakkor egy fiatal csapat elkezdtek tiltakozni a vasút bontása ellen de a helybéli hatóságok közömbösek maradtak.
A fiatalok folytatták a tiltakozásukat létrehozván az interneten oldalakat és petíciót a vasút bontás megakadályozás számára és egy másik petíciót a vonal megmentése és helyreállítás számára.
2009 őszén a zalasdi mészgyár vezetősége eladta az utolsó két L45H diesel-hidraulikus mozdonyokat együtt a tíz K-fajta teher kocsikkal a Brádra telepedett osztrák befektetőnek, amelynek Kristyoron tulajdonában van egy keskeny-nyomtávú jármű javító műhely.
2009 decemberében felszedték az összes vágány kapcsolókat a fűtőház elől, amelyek csak a Kristyori műhelyhez lettek szállítva felújítás és újrahasználás számára.
Február 2010-én a Vajdahunyad vár melletti kanyarhíd fém szerkezeteit leszedték és ugyan csak a kristyori műhelyhez lettek szállítva felújítás és utóbbi felhasználás számára, hagyván csak a pilléreket és a felépítményeket.
2010 tavaszán leszerelték a járda táblázatát a Zalasd-völgyi viaduktról csak a viadukt fémvázát hagyván meg.
2010 júliusában a Kulturális Minisztérium egy értékelő bizottságot küldött ki az erdélyi bányavasút maradványainak sürgős megmentésére, 2010. július 22-én megadván ideiglenesen egy évre a védett ipari műemlék kategóriát, amely idő alatt a helybéli hatóságok létre kellett hozzanak iratokat a bányavasút maradványainak végleges kategorizálására.
2011. április 2-án egy önkéntes csapat elhatározta a nyomvonalon lévő növényzet letakarítását. Ezekhez hozzájárultak tagok a szebeni „Kisvonat barátai” egyesülettől, a gyalári cserkész csapat, néhány kolozsvári egyetemesek, 200 fiatal Vajdahunyadról és a vajdahunyadi polgármester. Ez az esemény közvetítve volt a helybéli és nemzeti televíziókban és újságokban is.
2011 nyarán a védett műemlék státus lejárt mert a helybéli hatóságok nem jöttek elő idejében a kért iratokkal. A vajdahunyadi fiatalok tiltakozása ellenére a fűtőház és a zalasd völgyi viadukt korlátai áldozatul estek az ócskavas tolvajoknak. A vajdahunyadi fiatalok harcolnak továbbra is a vasút helyreállításáért.
Ma csak a Zalasd-völgyi viadukt, a vajdahunyadi felső pályaudvar romjai, nyomvonal és néhány helyen lehet látni régi talpfákat, amelyek ott voltak hagyva a nyomvonalon, govasdiai fémhíd, a fűtőház romjai, zalasdi megálló épülete, kacenási (Căţănaş) megálló épülete, nádrábi megálló épülete, a retyisórai vasérc rakodó romjai, az elbontott hidak pillérjei és felépítményei, a három alagút maradtak meg és szabadon látogathatók.

## Galéria

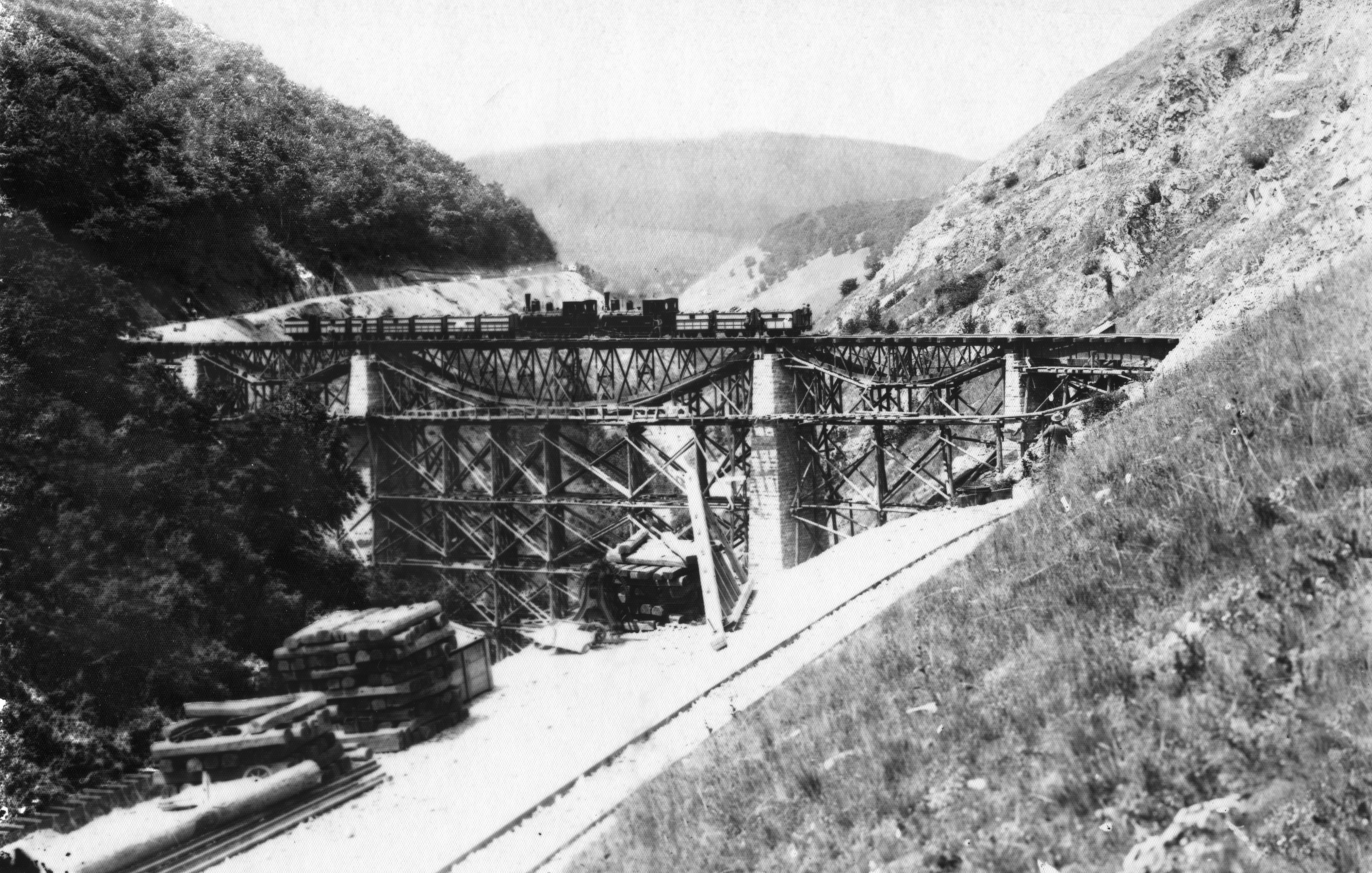
A Zalasd-völgyi viadukt építés közben amikor terhelés próbát végeztek. (1900. augusztus)
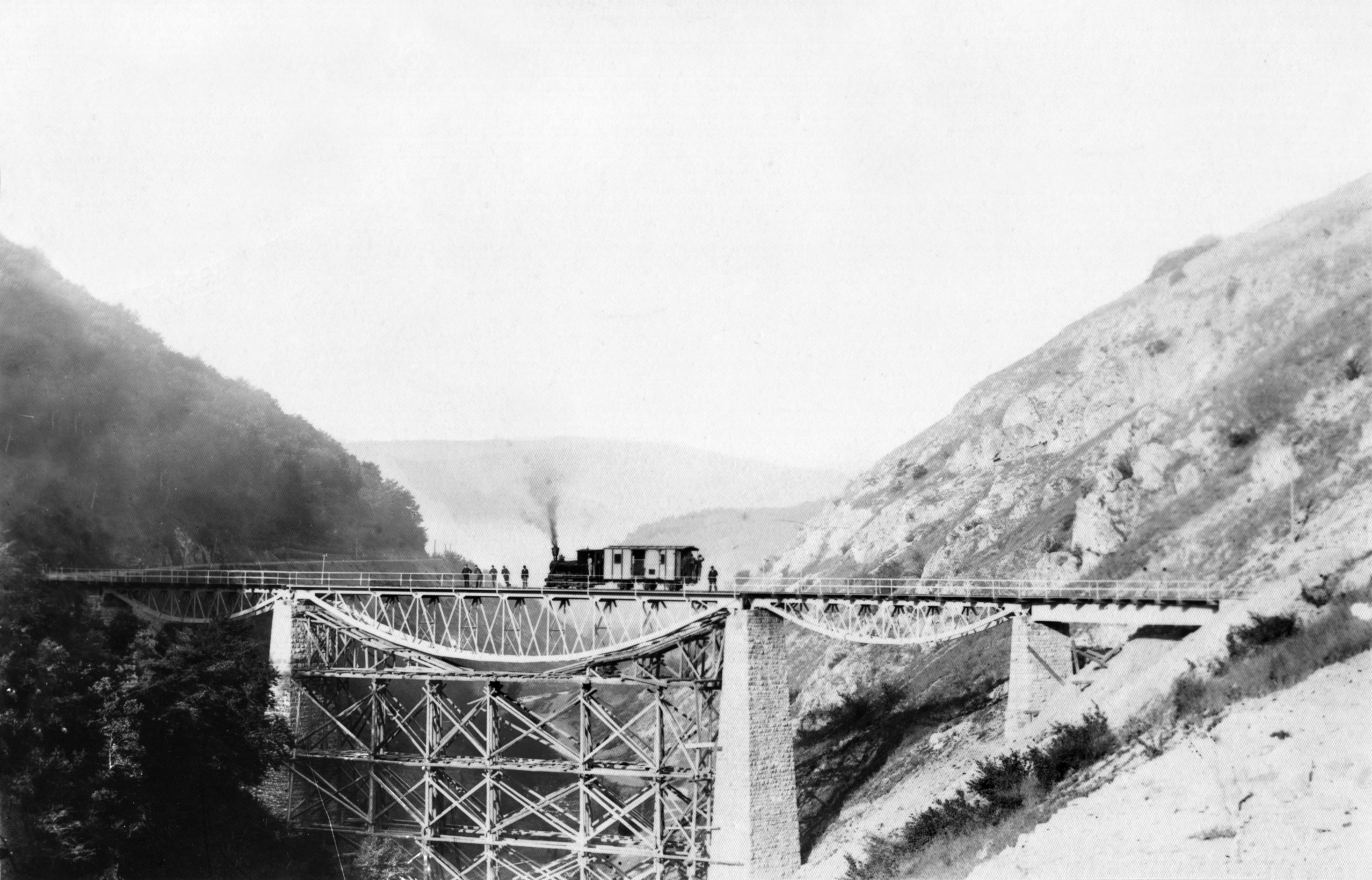
A Zalasd-völgyi viadukt építés után. (1900. szeptember)
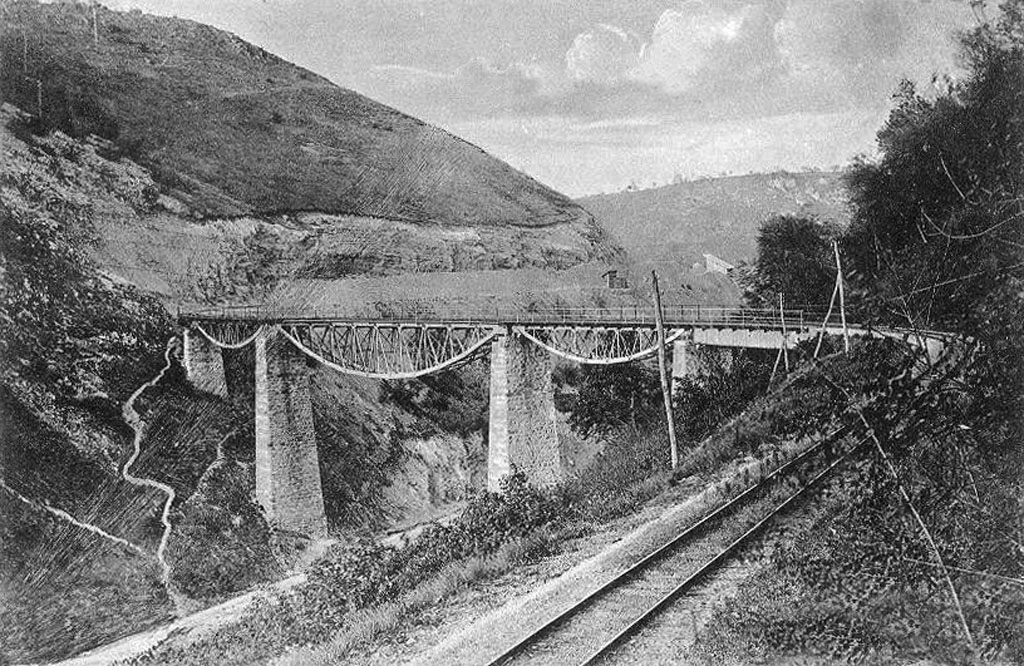
A Zalasd-völgyi viadukt építés után. (1904)
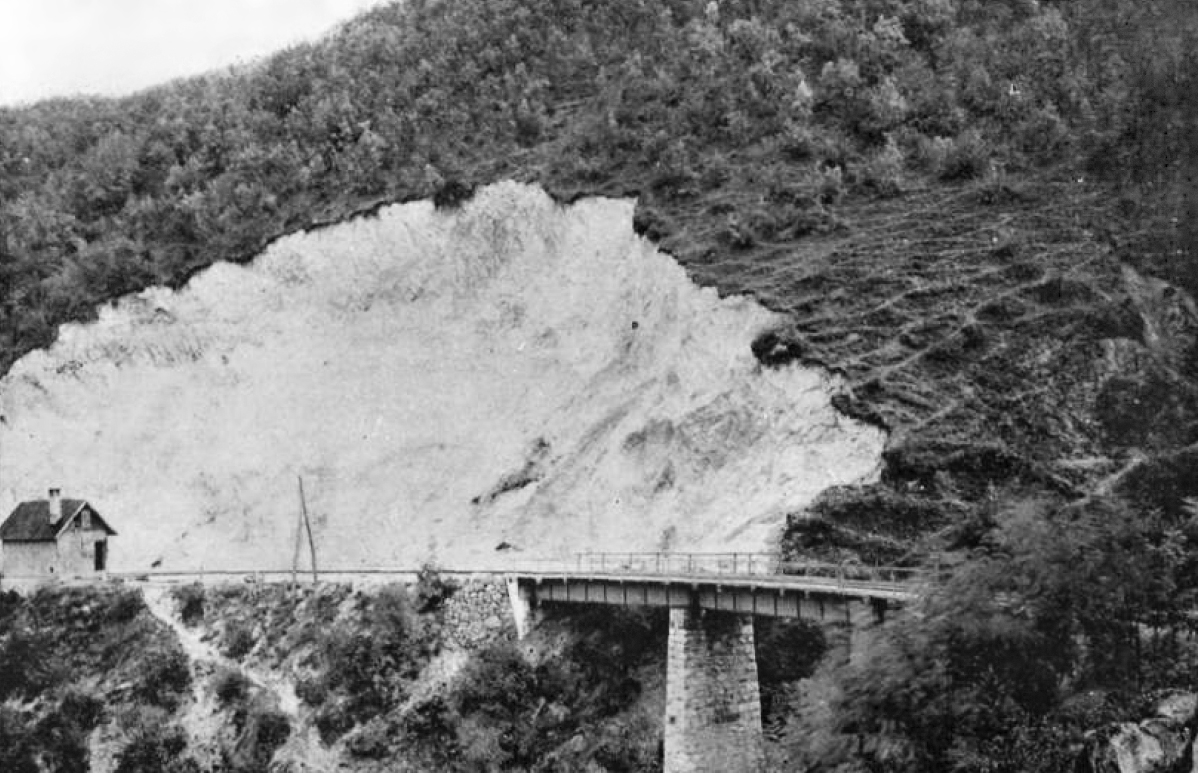
A második kanyarhíd, Kanton 1 Zalasd. (1905)
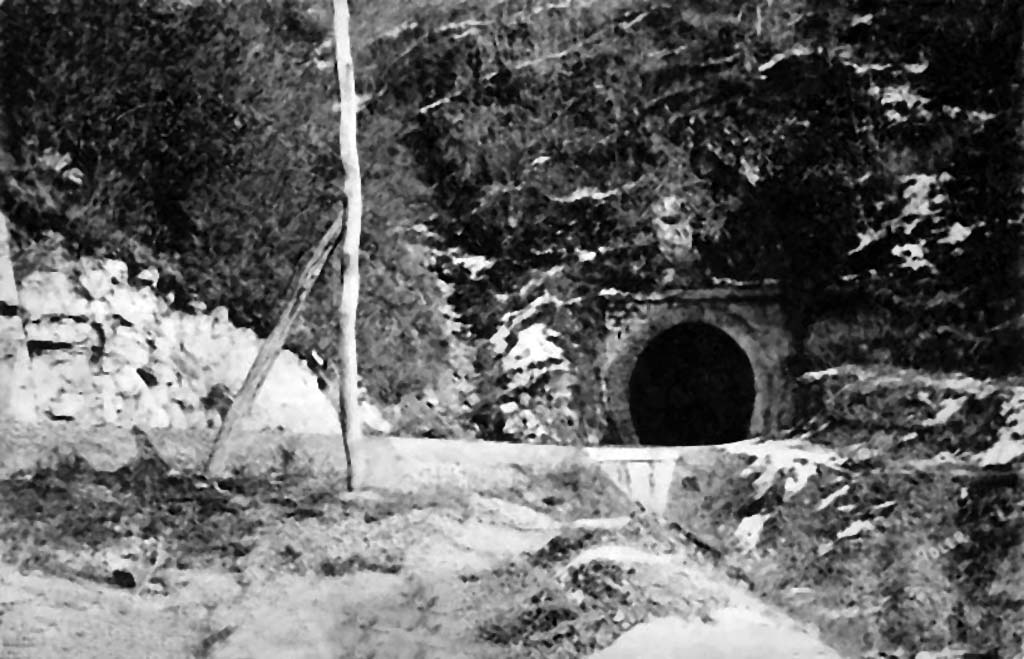
A 747 méteres alagút govasdiai oldala. (1904)
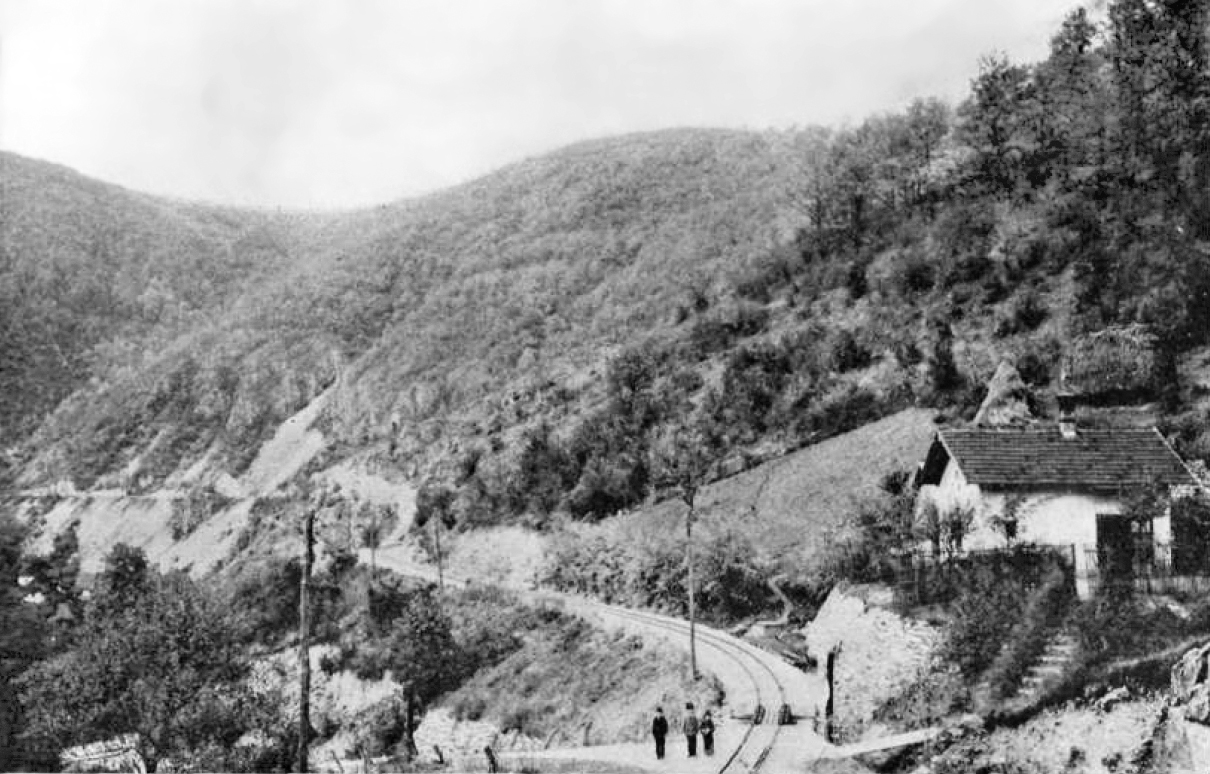
A kacenási megálló, Kanton 3. (1905)
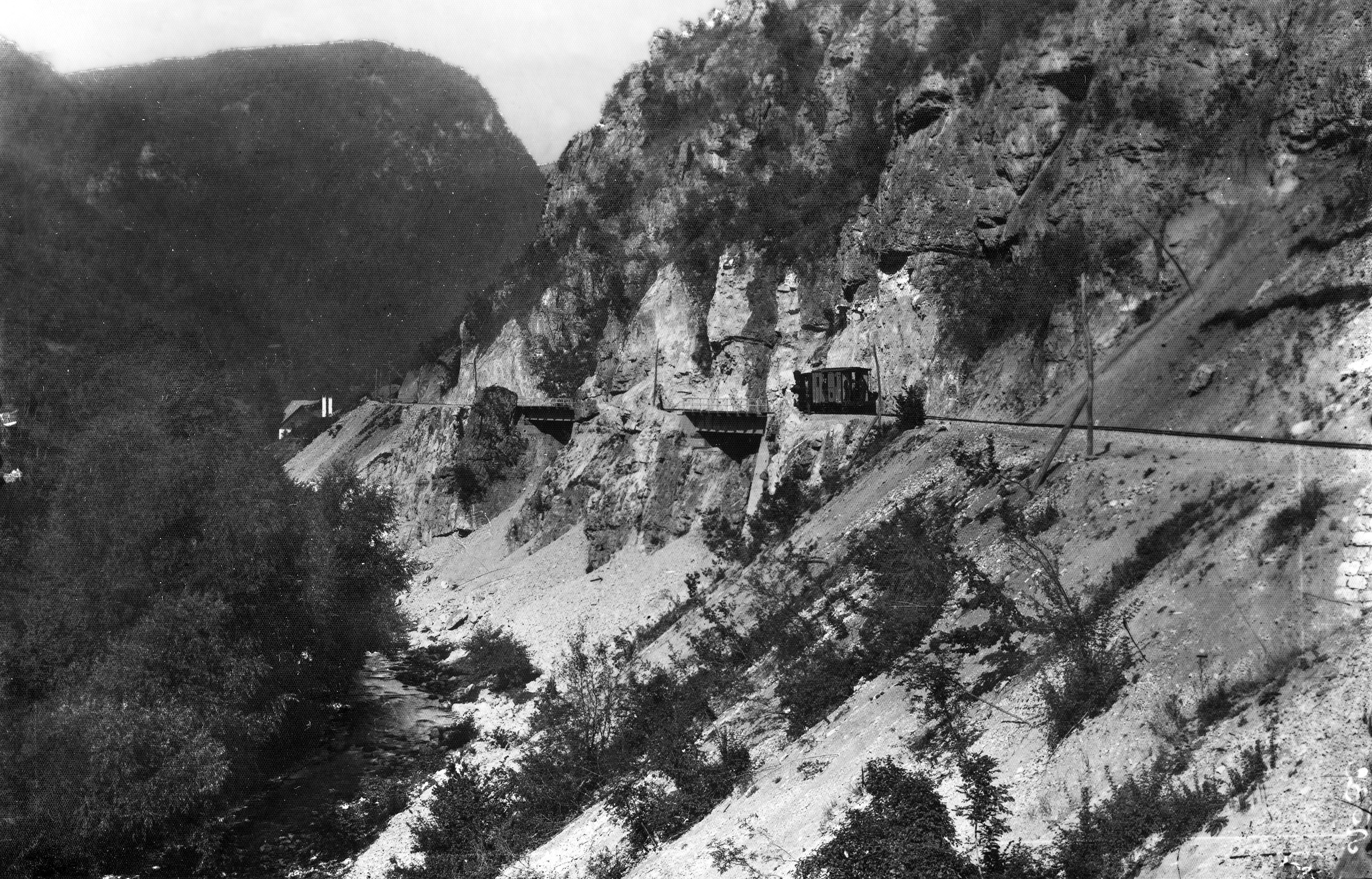
A három híd Kaszabánya, Govasdia mellett. (1900. szeptember)
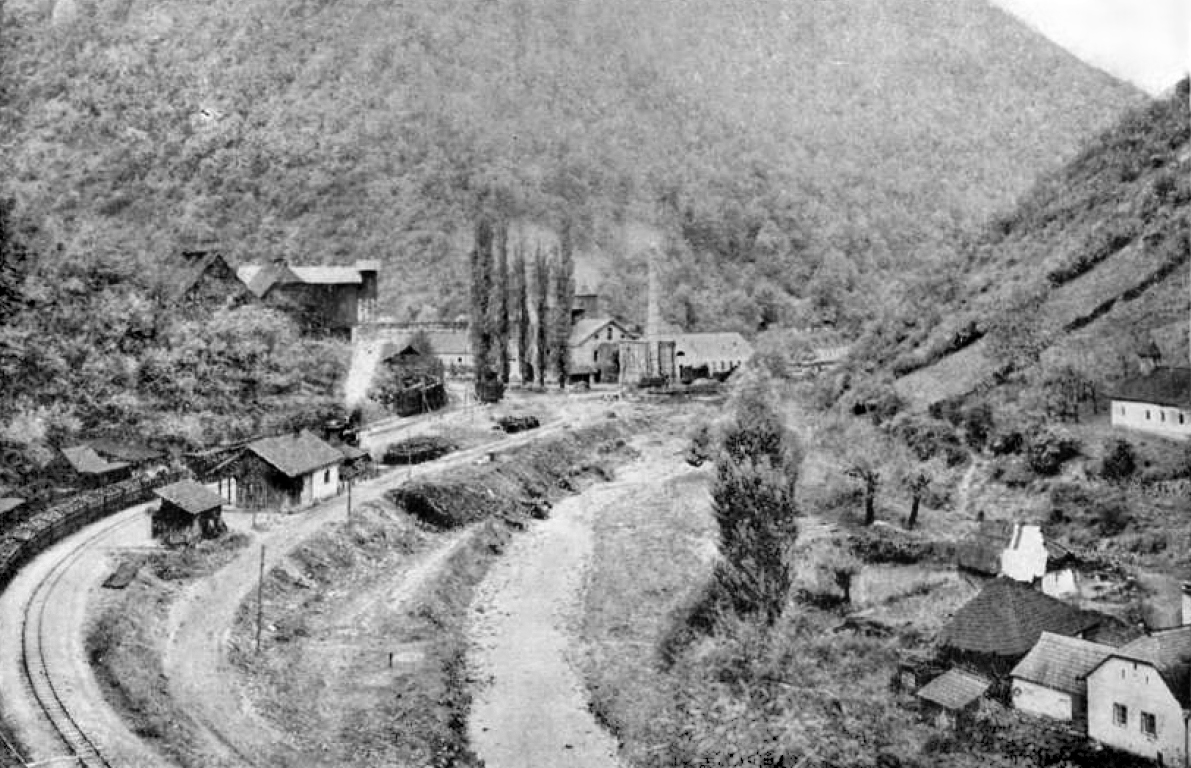
A govasdiai pályaudvar. (1905)
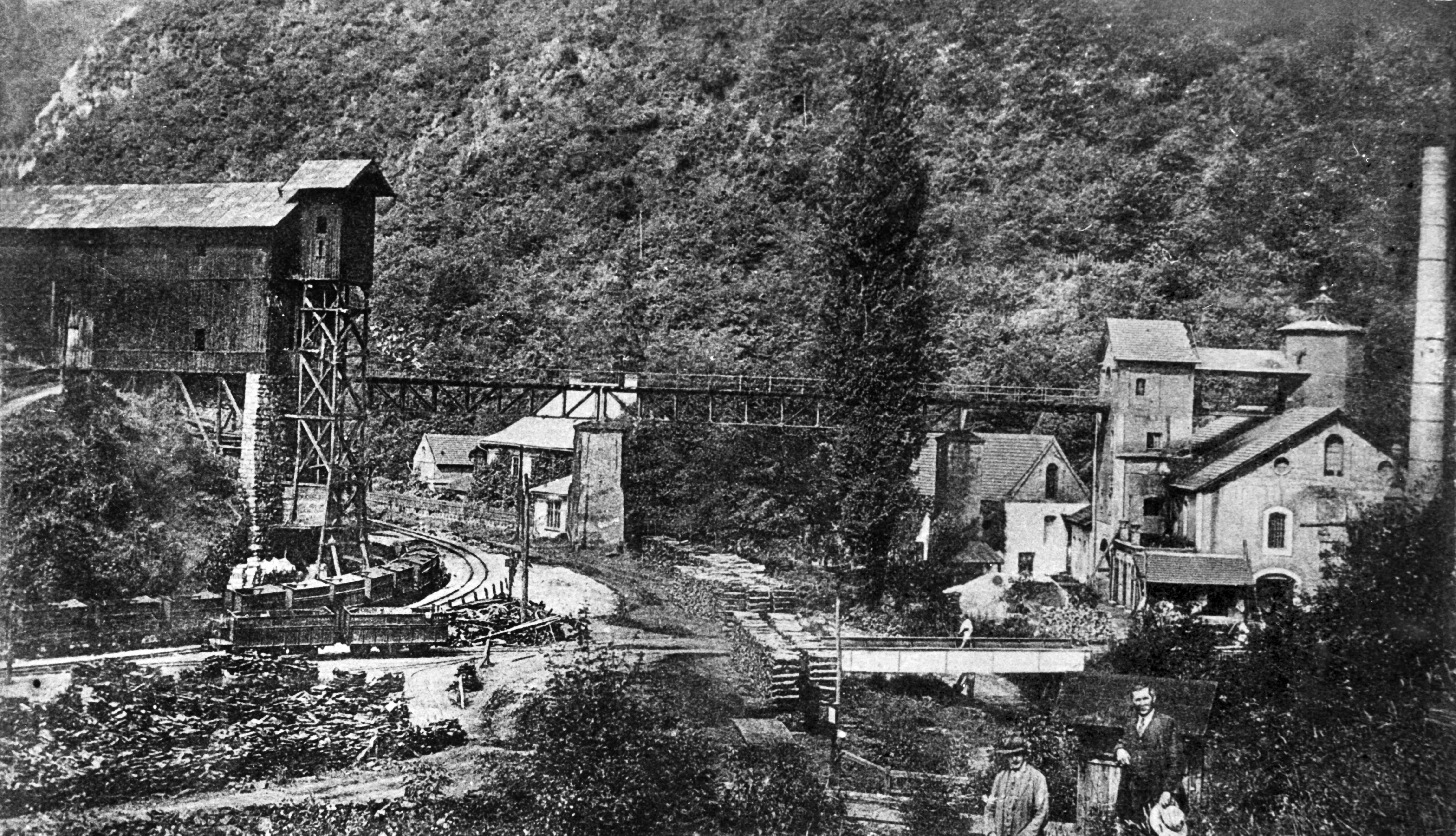
Govasdiai vasüzem, 1905 körül
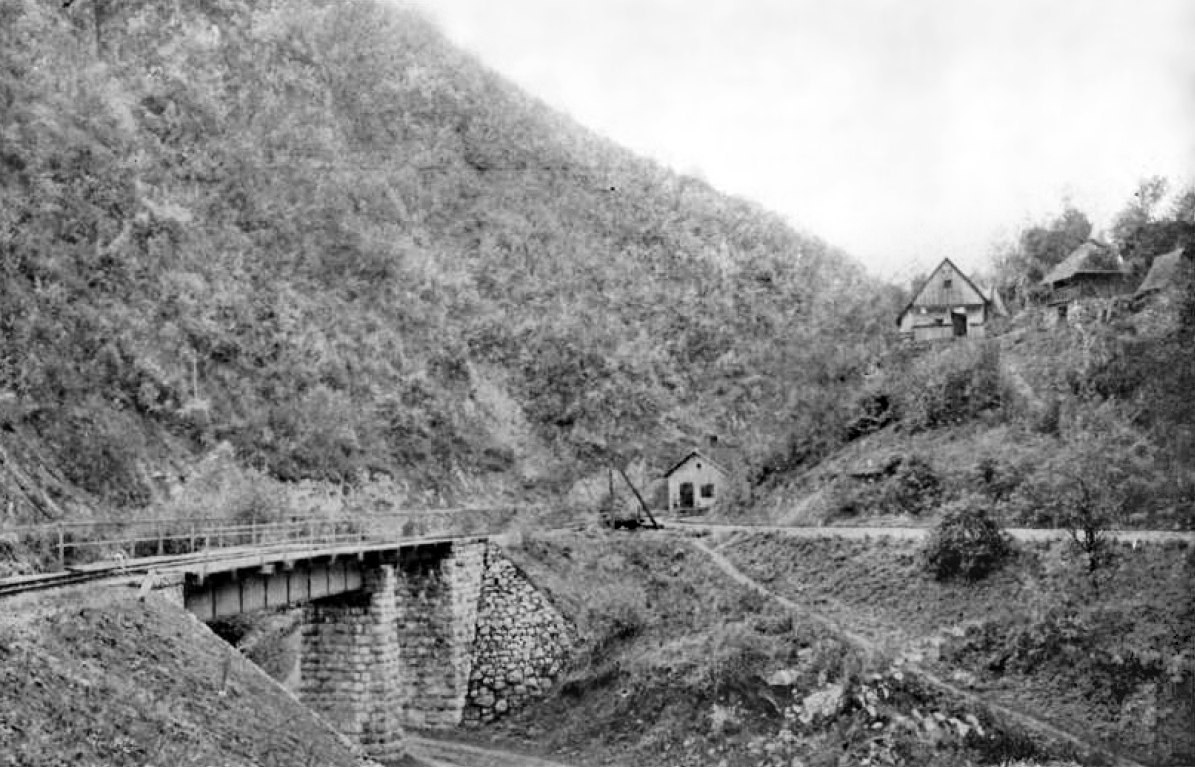
A Nádráb-i megálló és a völgyhíd, amely a govasdiai nagyolvasztó rakodóihoz vezet (1905)
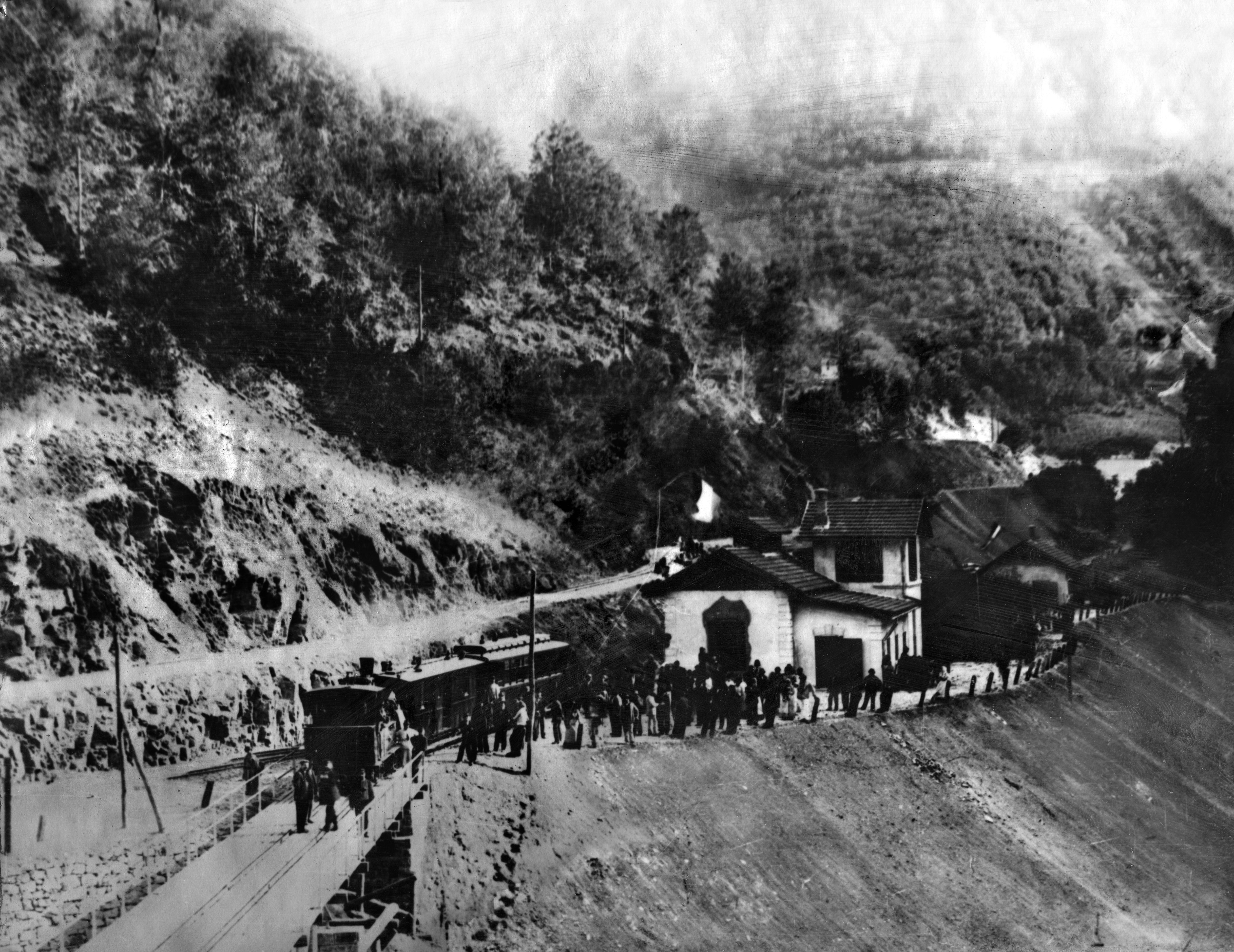
A vonal megnyitó ünnepélye tartva a Retyisóra-i végállomáson. (1900. szeptember 29.)
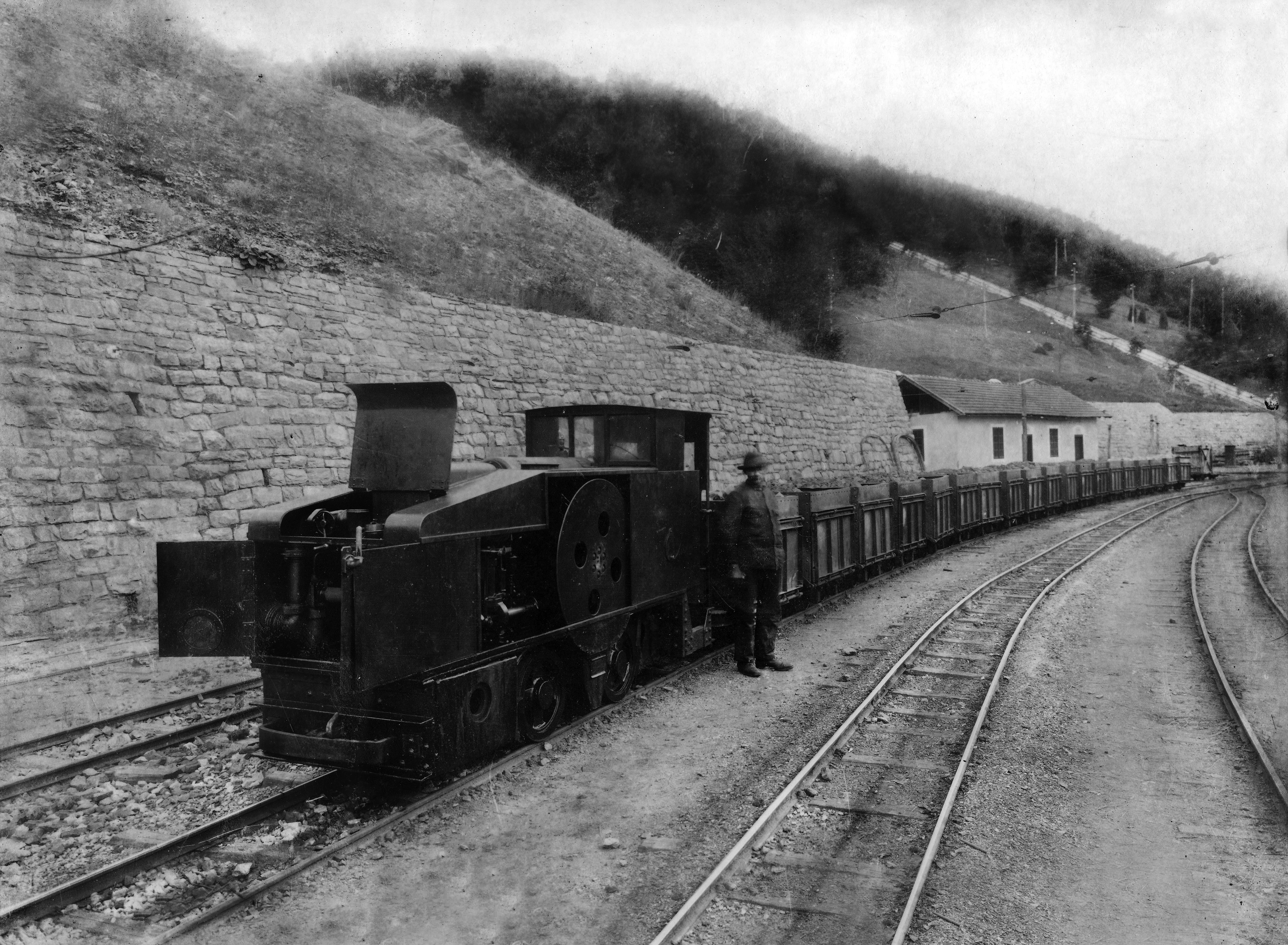
Oberursel gyártmányú, B2 modell, benzolos üzemű mozdony Retyisóra-i végállomáson. (1910 körül)
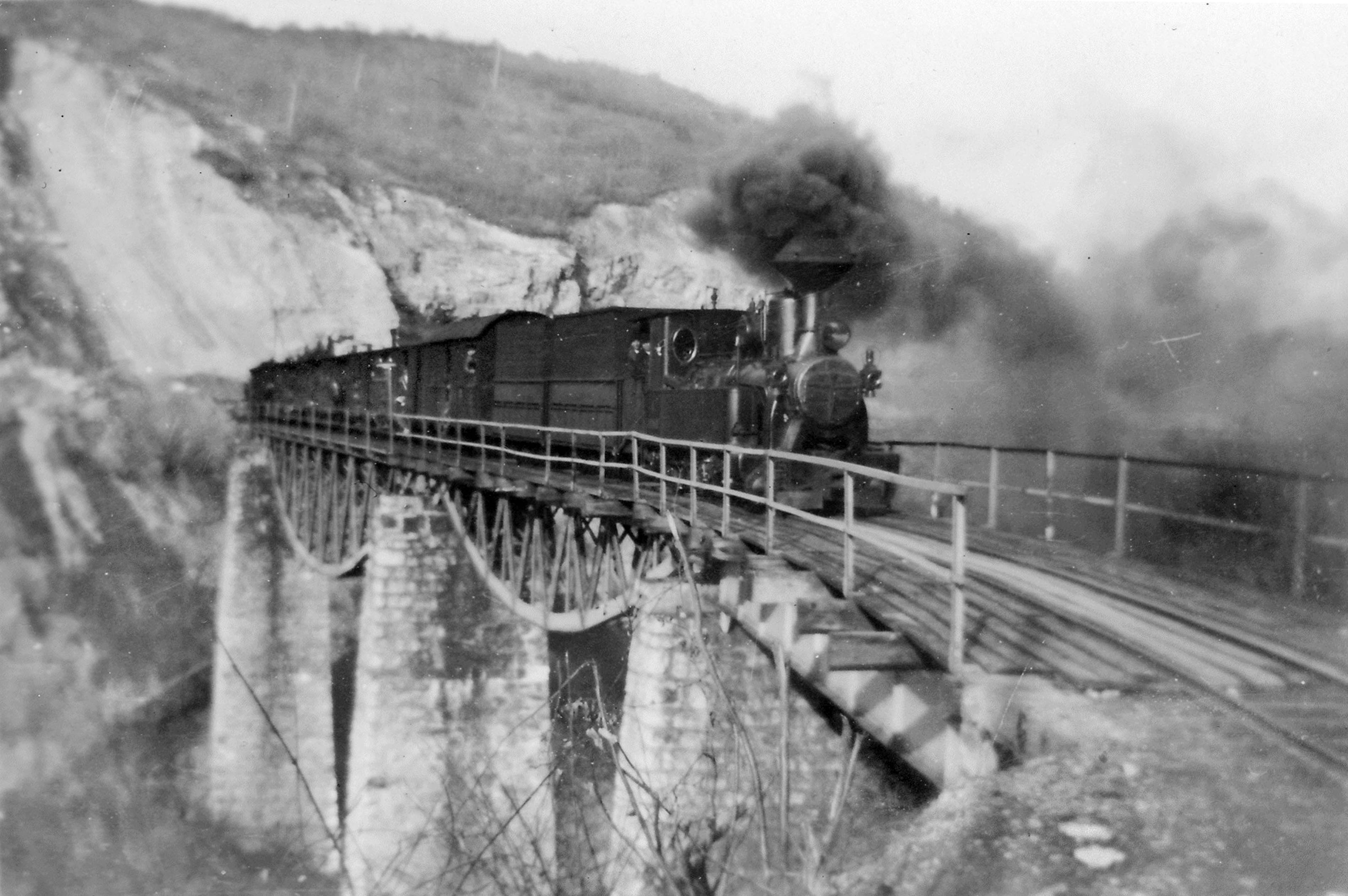
Kisvonat a Zalasd-völgyi viadukton 1930-1940.
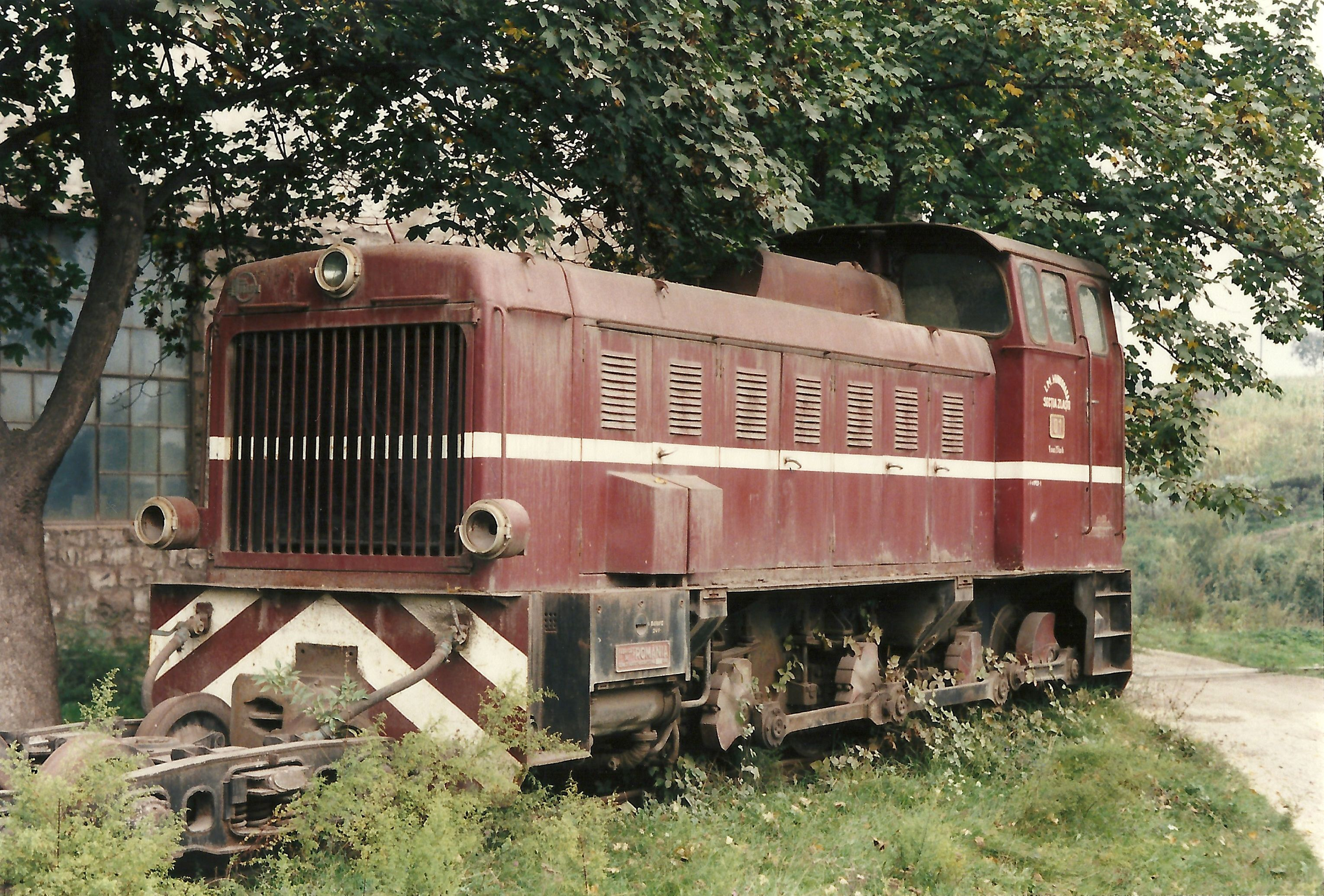
Faur L35H típusú dízel hidraulikus mozdony (Oliver Wileczelek, 26.09.1995)
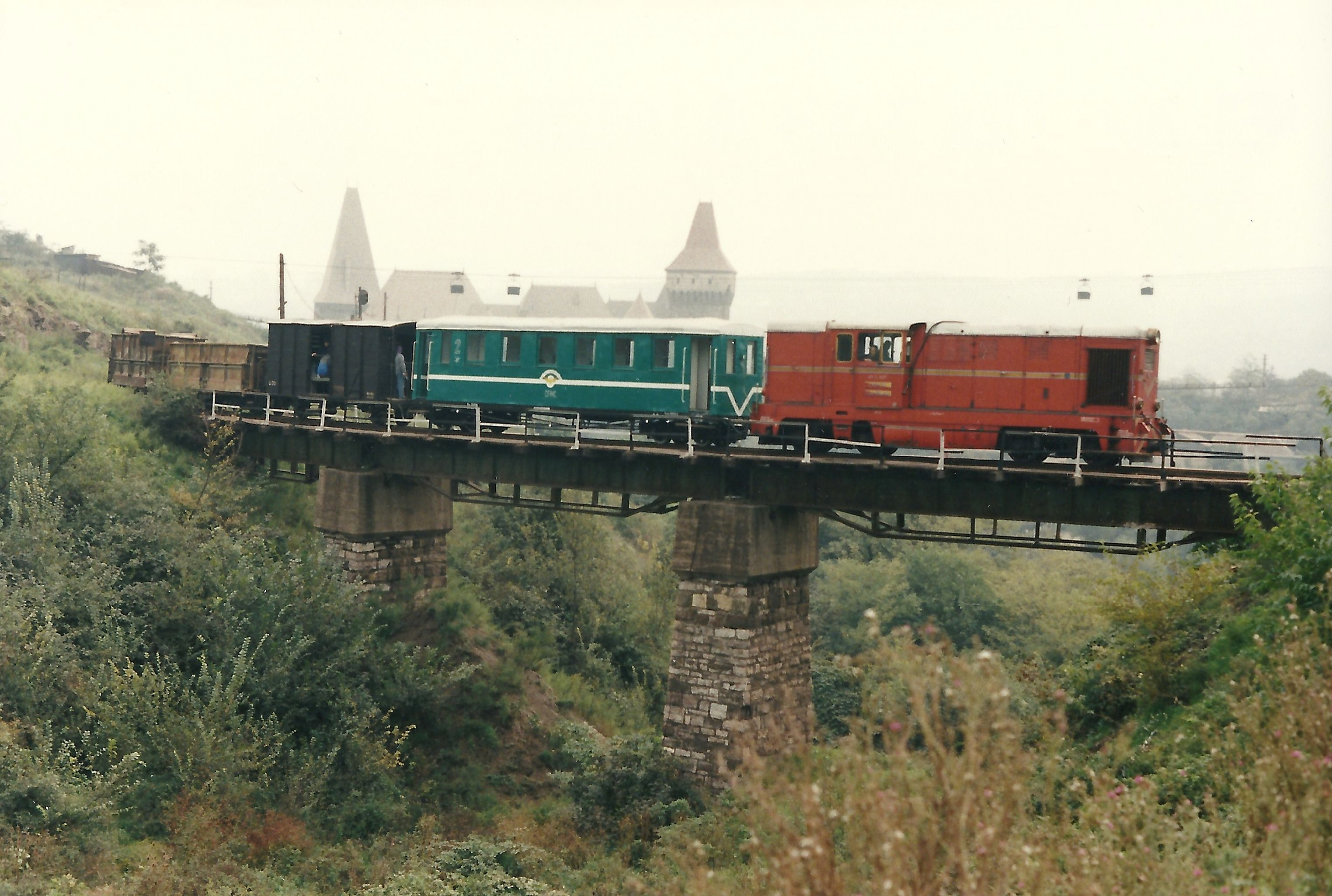
Kisvonat az első kanyarhídon a hunyadi vár szomszédságában. (Oliver Wileczelek, 26.09.1995)
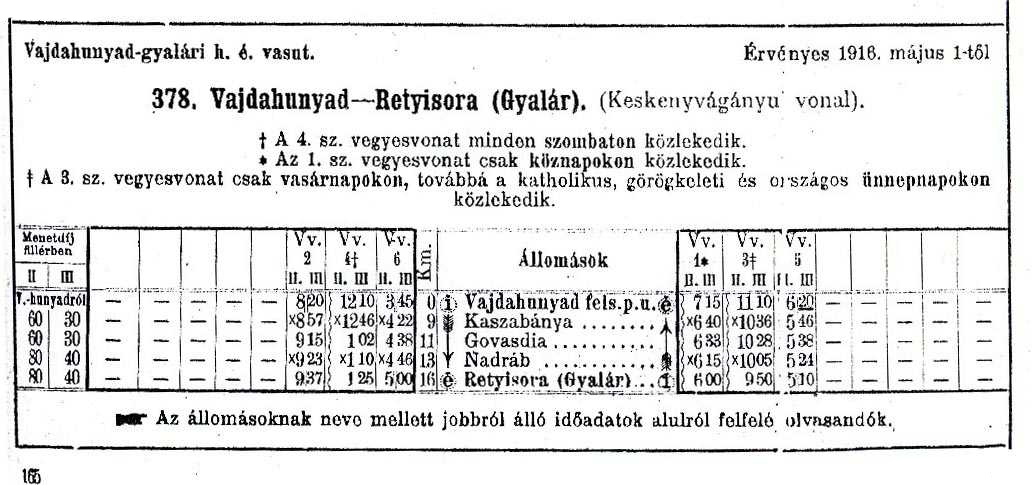
Az eredeti menetrend az erdélyi bányavasútról, 1916. május 1.
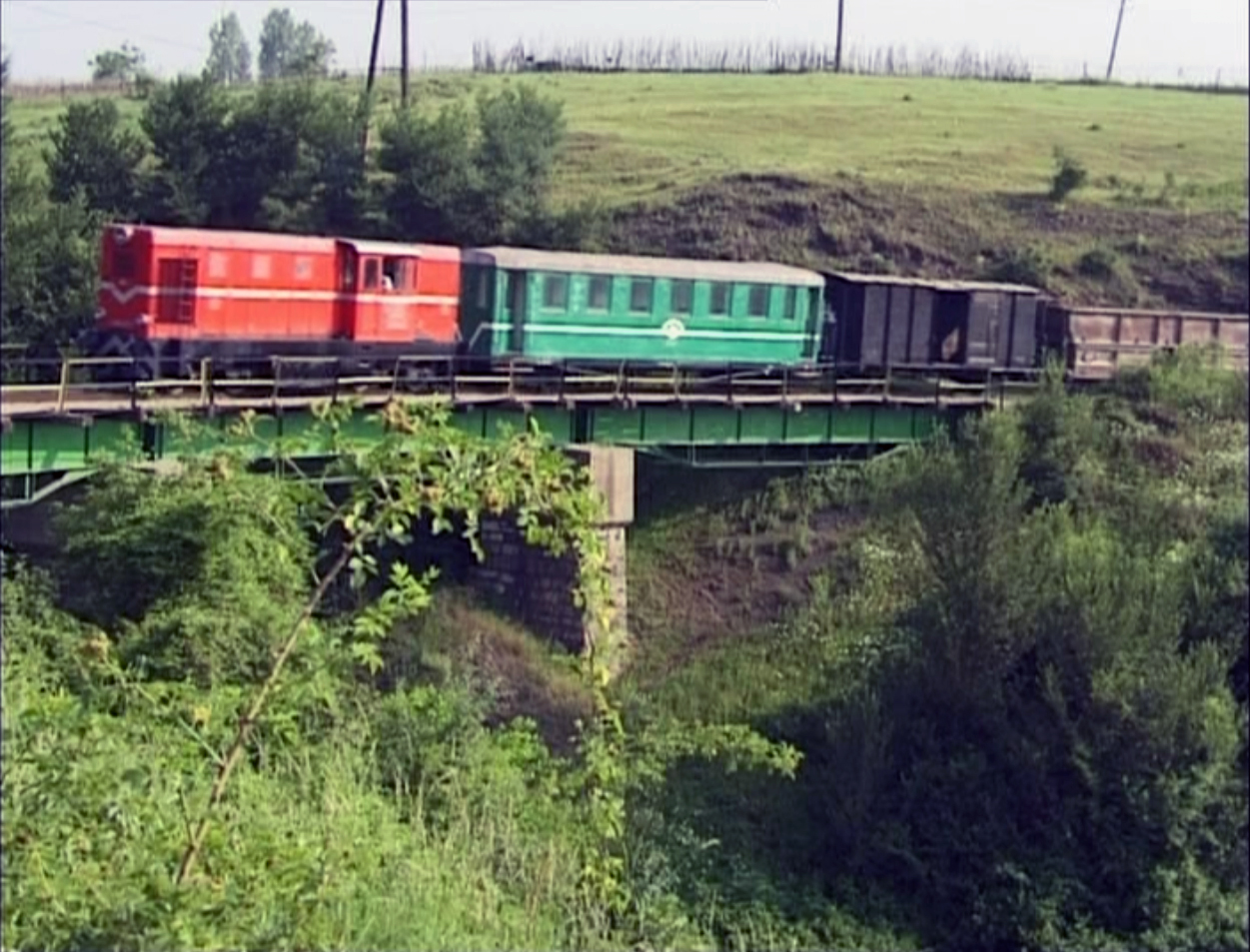
Kisvonat az első kanyarhídon a hunyadi vár szomszédságában. (Steve Thomason, 10.06.1998)
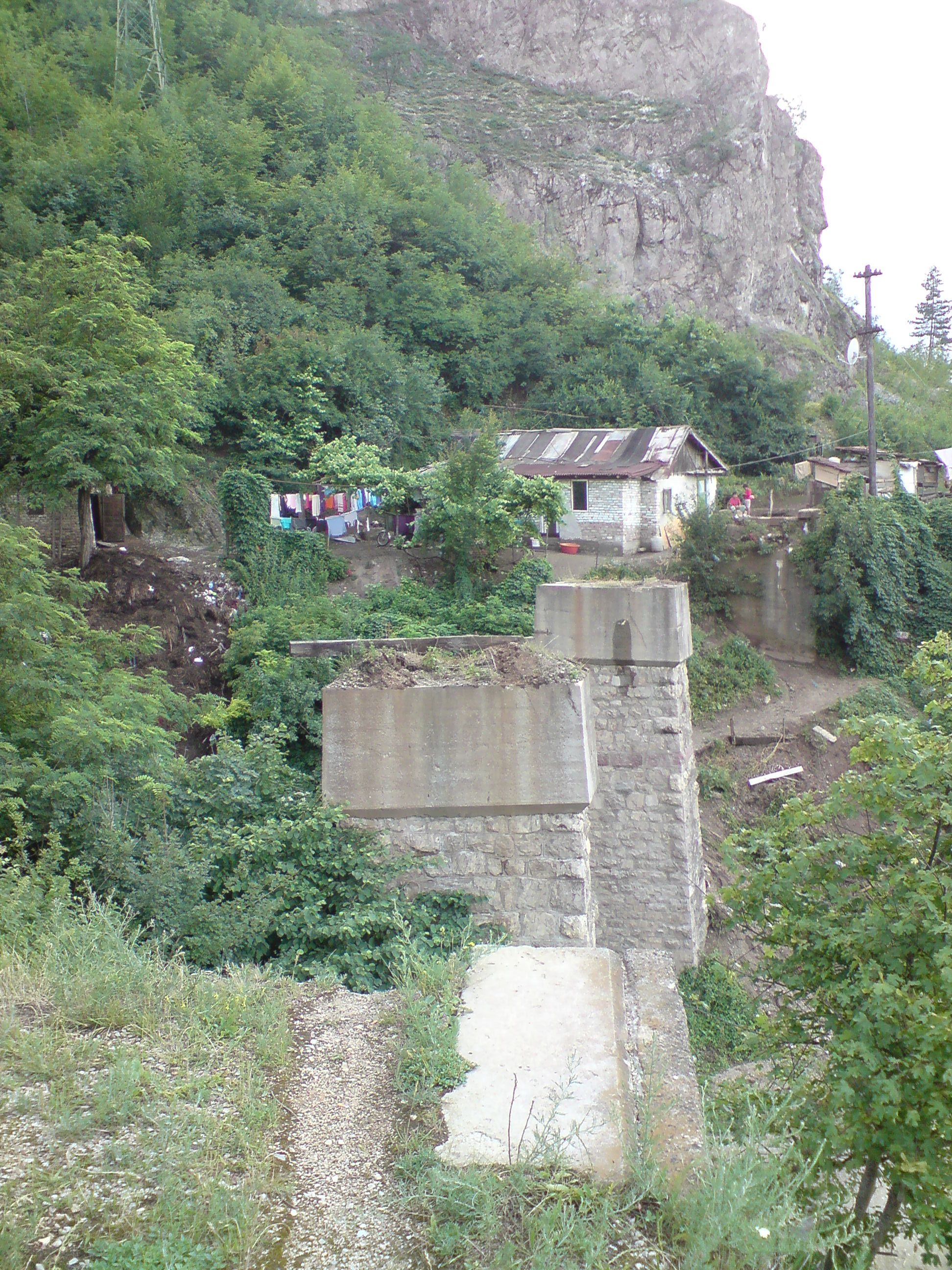
A második kanyarhíd pillérjei Zalasd mellett, elbontva 2009. június 19.

## Lásd még
- Govasdiai nagyolvasztó

## Fordítás
- Ez a szócikk részben vagy egészben  a   Calea Ferată Minieră Ardeleană című román Wikipédia-szócikk ezen változatának fordításán alapul.  Az eredeti cikk szerkesztőit annak laptörténete sorolja fel. Ez a jelzés csupán a megfogalmazás eredetét és a szerzői jogokat jelzi, nem szolgál a cikkben szereplő információk forrásmegjelöléseként.

## Külső hivatkozások
- OpenStreetMap
- Régi és új fényképek az erdélyi bányavasútról a Panoramio oldalon
- Az erdélyi bányavasút hivatalos Facebook-oldala
- Az erdélyi bányavasút hivatalos oldala (románul)